# Seznam dílů pořadu Všechnopárty
Toto je seznam dílů pořadu  Všechnopárty.

## Seznam dílů

### První řada (2005–2006)
- 24. listopadu 2005 – téma Alkohol: herec Miroslav Etzler, herec Roman Skamene, primář Karel Nešpor
- 1. prosince 2005 – téma Hranice sexu v televizi a filmu: herečka Jitka Asterová, režisér Karel Smyczek, sexuolog Radim Uzel
- 8. prosince 2005 – téma Velké věkové rozdíly v partnerství: zpěvák Jan Nedvěd, režisérka Jitka Němcová, psychiatr Miroslav Plzák
- 15. prosince 2005 – téma Co je přiměřená obrana: advokátka JUDr. Klára Slámová, zpěvák Martin Maxa
- 22. prosince 2005 – téma Otázka víry:
- 29. prosince 2005 – téma Kouření:
- 4. ledna 2006 – ?
- 11. ledna 2006 – téma Diety a hubnutí:dietolog Vít Chaloupka, bavič Petr Novotný, textař a zpěvák Lou Fanánek Hagen
- 18. ledna 2006 – ?
- 25. ledna 2006 – téma Plastická chirurgie: MUDr. Jan Měšťák, modelka Diana Kobzanová, zpěvačka Věra Martinová
- 1. února 2006 – téma Lední hokej: sportovní komentátor Petr Vichnar, hokejista Pavel Richter, hokejista David Moravec
- 8. února 2006 – ?
- 15. února 2006 – téma Záhadologové: záhadolog Ivan Mackerle, ufolog Vladimír Šiška, herečka Květa Fialová
- 22. února 2006 – téma Nositelé slavných jmen: matka herce Jiřího Mádla, Hana Mádlová, syn Vladimíra Železného, Jakub Železný, vnuk Jaroslava Haška, Richard Hašek
- 1. března 2006 – téma Strasti a slasti Slováků žijících v Čechách: velvyslanec SR v ČR Ladislav Ballek, fotograf Robert Vano, zpěvák Miroslav Žbirka
- 8. března 2006 – téma Registrované partnerství: sexuolog Radim Uzel, režisér Radim Špaček, zpěvák a herec Pavel Vítek
- 15. března 2006 – téma Písňové texty: textař a herec Jiří Suchý, textař Michal Horáček, zpěvák hudební skupiny Chinaski Michal Malátný
- 22. března 2006 – téma Hvězdy: Marcel Grün, Ilja Hurník, Dalibor Janda
- 29. března 2006 – téma Vážná hudba: Vladimír Franz, Jaroslav Svěcený, Kateřina Englichová
- 5. dubna 2006 – téma Filmové komedie: Václav Vorlíček, Karel Janák, Jiří Krejčík
- 12. dubna 2006 – téma Svět opery: Zdeněk Mahler, Luděk Vele, Eva Urbanová
- 19. dubna 2006 – téma Počítače: Robert Hernady, Eva Holubová, František Ringo Čech
- 26. dubna 2006 – téma Balet: Vlastimil Harapes, Zuzana Susová, Yemi
- 3. května 2006 – téma Móda: Osmany Laffita, Kateřina Kornová, Petr Lesák
- 10. května 2006 – téma Svět rockerů: Petr Janda, Ondřej Hejma, Vilém Čok
- 17. května 2006 – téma Golf: Alan Babický, Marek Eben, Ondřej Havelka
- 24. května 2006 – téma Kýč: Milan Knížák, Ema Srncová, Jan Antonín Pacák
- 31. května 2006 – téma Spisovatelství se zaměřením na humoristický román: Miloslav Švandrlík, Michal Viewegh, Ivo Šmoldas
- 7. června 2006 – téma Zločin a trest: Vladislav Husák, Renata Vesecká, Tomáš Sokol
- 14. června 2006 – téma Doktoři a pacienti: Jan Pirk, Jiří Lábus, Josef Alois Náhlovský
- 21. června 2006 – téma Moře: Steve Loveček Lichtag, Lubomír Brabec, David Křížek
- 28. června 2006 – téma Partnerská nevěra: Miroslav Plzák, František Ringo Čech, Iveta Bartošová

### Druhá řada (2006–2007)
- 6. září 2006 – téma Folk, country a trampská písnička: Jiří Tichota, Petr Novotný, Jaroslav Samson Lenk
- 13. září 2006 – téma Gastronomie: Václav Šmíd, Pavel Mareš, Lenka Kořínková
- 20. září 2006 – Petr Šmolka, Blanka Matragi, Ivan Vyskočil
- 27. září 2006 – téma Armáda: náčelník Generálního štábu AČR, arm. gen. Ing. Pavel Štefka, pprap. Miroslava Wodecká, Jan Antonín Duchoslav
- 4. října 2006 – Vladimír Remek, Ondřej Soukup, Jarda Slováček
- 11. října 2006 – Miloslav Stingl, Daniel Hůlka, Josef Formánek
- 18. října 2006 – Václav Chaloupek, Marta Kubišová, Václav Tomšovský
- 25. října 2006 – Miloš Zapletal, Monika Žídková, David Bílek
- 1. listopadu 2006 – Anna Čurdová, Ivo Jahelka, Barbara Nesvadbová
- 8. listopadu 2006 – Karel Šuk, Karel Gott, Boris Hybner
- 15. listopadu 2006 – Marie Poledňáková, Ondřej Kepka, Michaela Kudláčková
- 22. listopadu 2006 – Václav Brouček, Zuzana Šilhanová, Tomáš Dvořák
- 29. listopadu 2006 – Imrich Bugár, Barbora Špotáková, Roman Šebrle
- 6. prosince 2006 – Jan Karger, Petr Uličný, Pavel Richter
- 13. prosince 2006 – Petr Šmolka, Kateřina Brožová, Sabina Laurinová
- 20. prosince 2006 – Miloš Štědroň, Zdeněk Merta, Lucie Bílá
- 27. prosince 2006 – Libor Nazavčuk, Jožka Šmukař, Jitka Čvančarová
- 2. ledna 2007 – Milan Svoboda, Jana Koubková, Michael Kocáb
- 9. ledna 2007 – Josef Váňa, Václav Vydra, Jiří Charvát
- 16. ledna 2007 – Zdeněk Zbořil, Jan Ruml, Vladimír Dlouhý
- 23. ledna 2007 – Jiří Berousek, František Filip, Igor Táborský
- 30. ledna 2007 – Petr Šmolka, Pavol Habera, Bořek Šípek
- 6. února 2007 – zpěvák a humorista Jan Vyčítal, kreslíř komiksů a malíř Štěpán Mareš, sáňkař, kreslíř a ilustrátor Petr Urban
- 13. února 2007 – Petr Nečas, Ali Amiri, Alexander Katsapov
- 20. února 2007 – Emil Ščuka, Antonín Gondolán, Richard Samko
- 27. února 2007 – Pavel Bobek, Petr Kolář, Martin Kocián
- 6. března 2007 – Boris Dočekal, Antonín Kinský, Kristina Colloredo Mansfeld
- 13. března 2007 – Ladislav Lahoda, Jaroslav Tomsa, Hana Dvorská
- 20. března 2007 – Václav Fořtík, Miroslav Macek, Michaela Nehodová
- 27. března 2007 – Pavel Brabec, Jakub Kohák, Jiří Suchý
- 3. dubna 2007 – Jiří Hlaváček, Luboš Valerián, Janek Kroupa
- 10. dubna 2007 – herci Milan Kňažko, Maroš Kramár, Michaela Badinková
- 17. dubna 2007 – Petr Janda, Karel Kahovec, Pavel Sedláček
- 24. dubna 2007 – Marek Hájek, Vilma Cibulková, Stanislav Berkovec
- 1. května 2007 – téma Život v exilu: Karel Hvížďala, Waldemar Matuška, Yvonne Přenosilová
- 8. května 2007 – Petr Šmolka, Petr Novotný, Janika Kolářová
- 15. května 2007 – Jan Kašpar, Jiří Bouška, Marek Eben
- 22. května 2007 – Fero Fenič, Helena Třeštíková, Alena Činčerová
- 29. května 2007 – Milan Lasica, Jaroslav Uhlíř, Hana Buštíková
- 5. června 2007 – Laco Deczi, Marek Vašut, Jiří Hrdina
- 12. června 2007 – Ing. Miroslav Ševčík Csc., Radim Passer, Kateřina Forstingerová
- 19. června 2007 – Petr Čech, Antonín Panenka, Ivan Hašek
- 26. června 2007 – Václav Pačes, Blanka Říhová, Jiří Grygar

### Třetí řada (2007–2008)
- 4. září 2007 – Jana Hlaváčová, Helena Suková, Josef Alois Náhlovský
- 11. září 2007 – Olga Sommerová, Irena Obermannová, Oldřich Voženílek
- 18. září 2007 – Karel Gott, Martin Švehlák, Jana Gavlasová
- 25. září 2007 – Karel Loprais, Lukáš Pešek, Erik Janiš
- 2. října 2007 – Jiří Pospíšil, Olga Špátová, Jan Řežab
- 9. října 2007 – Pavel Kožíšek, Karel Ocelík, Květoslava Kellnerová
- 16. října 2007 – Jiří Pomeje, Oldřich Lichtenberg, Jiří Hruška
- 23. října 2007 – Jiří Chalupa, Jan Čenský, Zdeněk Zelenka
- 30. října 2007 – Lubomír Lipský, Zora Jandová, Josef Mladý
- 6. listopadu 2007 – Jožka Černý, Josef Vejvoda, Václav Ševčík
- 13. listopadu 2007 – Petr Šmolka, Vladimír Páral, Sára Saudková
- 20. listopadu 2007 – Dagmar Kludská, Ilona Csáková, Luba Skořepová
- 27. listopadu 2007 – Josef Jonáš, Eva Pilarová, Jiří Vojáček
- 4. prosince 2007 – František Nedvěd, Michal Dlouhý, Jiří Holík
- 11. prosince 2007 – Libor Pešek, Varhan Orchestrovič Bauer, Felix Slováček
- 18. prosince 2007 – Barbora Munzarová, Michal Kadlec, Jan-Matěj Rak
- 31. prosince 2007 – Bolek Polívka, Eva Holubová, Josef Alois Náhlovský[pozn. 1]
- 8. ledna 2008 – Jan Kodeš, Tomáš Berdych, Lucie Šafářová
- 15. ledna 2008 – téma Rozvody: Petr Šmolka, Karel Weinlich, Eva Hurychová
- 22. ledna 2008 – Olga Walló, Valérie Zawadská, Michal Pavlata
- 29. ledna 2008 – Jakub Vágner, Miroslav Jakeš, Helmut Gaensel
- 5. února 2008 – téma  jevy: záhadolog a spisovatel Arnošt Vašíček, spisovatel Ondřej Neff a předsedkyně Sisyfos Ing. Lenka Přibylová
- 12. února 2008 – Ewa Farna, Sámer Issa, Jiří Mádl
- 19. února 2008 – Lukáš Konečný, Jan Mraček, Lenka Nová
- 26. února 2008 – Lucie Konášová, Jaroslav Brabec, Jana Štěpánková
- 4. března 2008 – Petr Fejk, Rudolf Desenský, Michal Toráň
- 11. března 2008 – Yvetta Hlaváčová, Lenka Šmídová, Soňa Bernardová
- 18. března 2008 – Laďa Kerndl, Tomáš Zelenka, Petra Janů
- 25. března 2008 – Aleš Ulm, Milan Fridrich, Otakar Černý
- 1. dubna 2008 – Ivan Fuksa, Petr Koblic, Oldřich Kulhánek
- 8. dubna 2008 – Václav Moravec, Jaroslav Kmenta, Jan Pokorný
- 15. dubna 2008 – téma Zpěváci úspěšní v cizině: Karel Gott, Štefan Margita, Helena Vondráčková
- 22. dubna 2008 – Leona Qaša Kvasnicová, Jan Bursa, Jan Révai
- 29. dubna 2008 – Iveta Bartošová, Bára Basiková, Jožo Ráž
- 6. května 2008 – téma Gurmáni: Jiřina Bohdalová, Vladimír Poštulka, Ondřej Slanina a Filip Sajler
- 13. května 2008 – Arnošt Lustig, Marek Epstein, Klára Janečková
- 17. května 2008 – sestřih toho nejlepšího při příležitosti nedávno odvysílaného 100. dílu
- 20. května 2008 – téma Civilizační choroby: Karel Nešpor, Jaroslav Zvěřina, Petr Šmolka
- 27. května 2008 – téma Loutkáři: Helena Štáchová, Bohumil Klepl, Josef Krofta
- 3. června 2008 – Jiří Suchý, Jiří Dědeček, Sylva Fischerová
- 10. června 2008 – téma Králové zimních sportů: Kateřina Neumannová, Tomáš Verner, Lukáš Bauer
- 17. června 2008 – téma Kolik řečí znáš, tolikrát jsi člověkem: Ondřej Hejma, Lenka Filipová, Martin Vačkář
- 24. června 2008 – Juraj Jakubisko, Juraj Deák, Emil Horváth ml.

### Čtvrtá řada (2008–2009)
- 2. září 2008 – téma Lokální patrioti: zpěváci Věra Špinarová, Pavel Lohonka, Petr Ulrych
- 9. září 2008 – Michal Nesvadba, Dagmar Patrasová, Magdalena Reifová
- 16. září 2008 – téma Zakladatelé bigbítu v Čechách: hudebníci Radim Hladík, Pavel Chrastina, František Ringo Čech
- 23. září 2008 – téma Dětské pěvecké hvězdy: Pavel Horňák, Josef Melen, Zuzana Stirská
- 30. září 2008 – téma Jak se dělá hit: zpěvák Miroslav Žbirka, zpěvák a kapelník Michal Hrůza, zpěvák a textař Jaroslav Uhlíř
- 7. října 2008 – téma Pražské naplaveniny: herec Miroslav Donutil, zpěvačka Hana Zagorová, houslista Pavel Šporcl
- 14. října 2008 – Tomio Okamura, moderátorka Lejla Abbasová, zpěvačka Victoria (vlastním jménem Věra Ficková)
- 21. října 2008 – téma Povolání diskžokej: Miloš Skalka, Pavel Černocký, Lucie Kvasnicová alias Lucca
- 4. listopadu 2008 – Jan Pretel, Jan Daňhelka, Alena Zárybnická
- 11. listopadu 2008 – Ivana Christová, Michaela Maláčová, Kateřina Sokolová
- 18. listopadu 2008 – Pavel Bém, Jaroslav Kubera, Petr Vladovič
- 25. listopadu 2008 – téma Slovenští herci v Česku: Marián Labuda, Danica Jurčová, Marko Igonda
- 2. prosince 2008 – Tomáš Cikrt, Karel Hanzelka, Jan Šubert
- 9. prosince 2008 – Viktor Polesný, Petr Gutwald, Martina Válková
- 16. prosince 2008 – Jakub Špalek, Jiří Suchý, Milan Hein
- 23. prosince 2008 – téma Herec a zpěvák v jednom: Richard Krajčo, Lucie Vondráčková, Jan Budař
- 31. prosince 2008 – Halina Pawlowská, Josef Alois Náhlovský, František Ringo Čech
- 6. ledna 2009 – Jana Bobošíková, Olga Zubová, Kateřina Konečná
- 13. ledna 2009 – Lilian Malkina, Erik Best, Ari Munandar
- 20. ledna 2009 – téma Držitelé rekordů: oštěpařka Barbora Špotáková, držitel několika rekordů v pojídání tvarůžků Vladislav Najman, světový rekordman ve fotbalových dovednostech Jan Skorkovský
- 3. února 2009 – téma Jak se seznámit s vhodným protějškem: Petr Šmolka, Kateřina Průšová, Ilona Koutňáková
- 10. února 2009 – téma Herecké děti: herci Tereza Kostková, Kristýna Frejová, David Suchařípa
- 17. února 2009 – téma Čeští fotografové: Miroslav Vojtěchovský, Veronika Bromová, Robert Vano
- 3. března 2009 – téma O drogové závislosti: Ivan Douda, Jiří Komorous, Šárka Ullrichová
- 10. března 2009 – téma Sexy idoly: Jana Švandová, Jana Paulová, Vladimír Kratina
- 17. března 2009 – téma České pivo: Stanislav Bernard, Václav Berka, Zdeněk Susa
- 24. března 2009 – téma Zpívající doktoři: Petr Pečený, Ivo Jahelka, Ali Amiri
- 7. dubna 2009 – téma Slavní navrátilci: Rudy Linka, Martin Štěpánek, Ivo Knoflíček
- 14. dubna 2009 – téma Koníčky slavných: zpěvačka Lucie Bílá, zpěvák Dan Bárta, herečka Jana Krausová
- 21. dubna 2009 – téma Čarodějnictví po Česku: Boris Tichanovský, Slávek Hlas, Stanislav Brázda
- 5. května 2009 – téma Hokejové legendy: Vladimír Zábrodský, Jozef Golonka, Jiří Holeček
- 19. května 2009 – téma Televizní průkopníci: sportovní redaktor Československé televize Vladimír Vácha, režisér František Filip, televizní hlasatelka Jiřina Panýrková
- 26. května 2009 – téma Světoběžníci: Gabriela Demeterová, Pavel Horváth, Petr Jahoda
- 2. června 2009 – téma Čeští výtvarníci: Jiří Anderle, Šimon Caban, Martina Krupičková
- 9. června 2009 – téma Umělci v politice: Jiří Svoboda, Michal Prokop, Michael Kocáb
- 16. června 2009 – téma Životopisy slavných: sepisovatelé a spisovatelé Ondřej Suchý, Aleš Cibulka, Slávka Kopecká
- 23. června 2009 – téma Muzikálové hvězdy: Monika Absolonová, Roman Vojtek, Václav Noid Bárta

### Pátá řada (2009–2010)
- 8. září 2009 – téma Písničkáři: Wabi Daněk, Václav Koubek, Jan Nedvěd
- 15. září 2009 – téma Humor: Zdeněk Troška, Zdeněk Izer, Luděk Sobota
- 22. září 2009 – téma Moderátoři: Jan Rosák, Aleš Juchelka, Ester Janečková
- 29. září 2009 – téma 50. let Semaforu: Jiří Suchý, Jiří Datel Novotný, Jitka Molavcová
- 6. října 2009 – téma Prezidenti: Jaroslav Míl, Milan Kubek, Petr Salava
- 13. října 2009 – téma Vynálezci, objevitelé, zlepšovatelé: Pavel Dlouhý, Marcela Fejtová, Kamil Wichterle
- 20. října 2009 – téma Country: Věra Martinová, Jakub Smolík, Tomáš Linka
- 27. října 2009 – téma Slavní sourozenci: Igor Timko, Tomáš Janků, Hana Ulrychová
- 3. listopadu 2009 – téma Mám slavného partnera: Martina Formanová, Dana Fischerová, Martin Michal
- 10. listopadu 2009 – téma Mistři světa: Tomáš Kraus, Milan Macura, Kateřina Kyptová
- 24. listopadu 2009 – téma Sběratelé cen: režisér Jan Hřebejk, herec Martin Dejdar, zpěvák Matěj Ruppert
- 1. prosince 2009 – téma Jubilanti: Jarmila Šuláková, Dušan Klein, Petra Černocká
- 8. prosince 2009 – téma Znalci exotických zemí: cestovatel a fotograf Jiří Kolbaba, cestovatel a malíř Libor Vojkůvka, hudebník Michal Dvořák
- 15. prosince 2009 – téma Rodinné dynastie: Kristýna Hrušínská, Zuzana Lukešová, Vladimír Beneš
- 22. prosince 2009 – téma Záchranáři: Oldřich Martinů, Josef Křen, Jiří Brožek
- 5. ledna 2010 – téma Ochránci: Michael Vít, Vít Bártů, Zdeněk Srstka
- 12. ledna 2010 – téma Život zasvěcený bohu: Svatopluk Karásek, David Dudáš, Prokop Siostrzonek
- 19. ledna 2010 – téma Český šanson: zpěvačka a herečka Hana Hegerová, zpěvačka, moderátorka a improvizátorka Ester Kočičková, zpěvačka Szidi Tobias
- 26. ledna 2010 – téma Zázračné děti: Václav Hudeček, David Navara, Jitka Fořtíková
- 2. února 2010 – téma Historici: František Kolář, Pavel Taussig, Martin C. Putna
- 9. února 2010 – téma Emancipované ženy: Dagmar Damková, Martina Schmoranzová, Lenka Orságová
- 16. února 2010 – téma Hokej jako profese: generální manažer klubu HC Eaton Pardubice Zbyněk Kusý, bývalý hokejový útočník Jan Havel, bývalý hokejista a trenér Josef Augusta
- 23. února 2010 – téma Milovníci uniformy: Václav Marhoul, Filip Rajmont, Šárka Janoušková
- 2. března 2010 – téma Mladé naděje: Vojtěch Kotek, Tomáš Řehořek, Jakub Klecker
- 9. března 2010 – téma Česká povaha: psycholog PhDr. Slavomil Hubálek, novinář Mariusz Szczygieł, spisovatel Jon Davis
- 16. března 2010 – téma Moderní divadlo: dramatik Petr Kolečko, herečka Jana Stryková, režijní tandem Martin Kukučka a Lukáš Trpišovský
- 23. března 2010 – téma Dobrodruzi mezi námi: Leoš Šimánek, Martin Kratochvíl, Jan Škrabálek
- 30. března 2010 – téma Netradiční medicína: Petr Hoffmann, Jiří Heřt, Pavel Nývlt
- 6. dubna 2010 – téma Záhady a mystéria: reportér Stanislav Motl, záhadolog Otomar Dvořák, šaman Ivo Musil
- 13. dubna 2010 – téma V diplomatických službách: Magda Vášáryová, Pavel Jajtner, Hynek Kmoníček
- 20. dubna 2010 – téma Vyslanci krásy: Andrea Verešová, Iveta Lutovská, Jan Smetana
- 27. dubna 2010 – téma Když idoly stárnou…: herec a ředitel festivalu Jiří Bartoška, herec a ředitel divadla Radoslav Brzobohatý, zpěvák Vladimír Mišík
- 4. května 2010 – téma Recesisté: režisér Igor Chaun, režiséři a recesisté Filip Remunda a Vít Klusák, knihkupec Vratislav Ebr
- 11. května 2010 – téma Televizní průkopníci: televizní hlasatelé Milena Vostřáková, Kamila Moučková, Alexander Hemala
- 18. května 2010 – téma Módní experti: módní návrháři Tatiana Kovaříková, Dušan Chrástek, Františka Čížková
- 25. května 2010 – téma Svět hráčů: hudební skladatel Michal Horáček, předseda představenstva Tipsportu Vratislav Randa, hráč pokeru Martin Kabrhel
- 1. června 2010 – téma Investigativní novináři: publicista Josef Klíma, redaktor Marek Wollner, moderátorka Pavlína Wolfová
- 8. června 2010 – téma Bigbít: hudebníci Michal Pavlíček, David Koller, Kamil Střihavka
- 15. června 2010 – téma Překážkáři: Petr Svoboda, Martin Bína, Václav Chaloupka

### Šestá řada (2010–2011)
- 24. srpna 2010 – téma Milovníci adrenalinových sportů: dobrodružka Zuzana Slováčková, herci Miroslav Etzler a Filip Tomsa
- 3. září 2010 – téma Herecké generace: herci Jiří Langmajer, Marek Daniel, Jan Přeučil
- 10. září 2010 – téma Slavné české zločiny: Václav Láska, Robert Šlachta, Ludmila Čírtková
- 17. září 2010 – téma Blondýny: herečka a komička Iva Pazderková, zpěvačka Leona Machálková, poslankyně Kateřina Klasnová
- 24. září 2010 – téma Milovníci hororů: Juraj Herz, Petr Janeček (etnolog), herec Jan Vlasák
- 1. října 2010 – téma Vizionáři: Radovan Plachý, Helen Silvan, Jarmila Gričová
- 8. října 2010 – téma Nestárnoucí hlasy: zpěvačky Yvetta Simonová, Jitka Zelenková, Heidi Janků
- 15. října 2010 – téma Elixír 21. století: Jan Měšťák, Vladimír Hirka, Eva Štědrá
- 22. října 2010 – téma Etiketa: odborník na etiketu Ladislav Špaček, člen Legislativní rady vlády prof. Vladimír Smejkal, tanečník Petr Čadek
- 29. října 2010 – téma Novodobé katastrofy: Václav Cílek, Vladimír Cajz, Jiří Beran
- 5. listopadu 2010 – téma Naděje českého fotbalu: trenér mládežnické reprezentace Jakub Dovalil, útočník FC Hradec Králové Václav Pilař, fotbalistka pražské Slavie Petra Divišová
- 12. listopadu 2010 – téma Divadelní pedagogové: Tomáš Beroun, Jana Vašáková–Hanušová, Michal Pavlata
- 19. listopadu 2010 – téma Veřejné služby: Radim Jančura, Pavla Vopeláková, Petr Barna
- 26. listopadu 2010 – téma Ministři současné vlády: Radek John, Jiří Besser, Alexandr Vondra
- 3. prosince 2010 – téma Siláci: několikanásobný rekordman Ladislav Hanzel, herec Ondřej Vetchý, judista, kaskadér a producent Petr Jákl
- 10. prosince 2010 – téma Dědicové talentu: zpěvačka Tereza Černochová, herec a hudebník Ondřej Brousek, herečka Barbora Kodetová
- 17. prosince 2010 – téma Nositelé cen: Zlata Adamovská, Václav Chalupa, Jan Svoboda
- 31. prosince 2010 – bez tématu: herec Josef Alois Náhlovský, herec, malíř, muzikant a bývalý politik František Ringo Čech, herec a zpěvák Jan Budař
- 7. ledna 2011 – téma Výtvarný svět: architektka Eva Jiřičná, výtvarník Jiří David, malující herečka Iva Hüttnerová
- 14. ledna 2011 – téma Lékaři – spolužáci: MUDr. Jan Cimický, CSc., prof. MUDr. Jan Pirk, DrSc., MUDr. Ilja Kotík
- 21. ledna 2011 – téma Hudební virtuosové: světový kytarový virtuos, skladatel a profesor pražské AMU Štěpán Rak, klavírista Lukáš Klánský, virtuosní cimbalistka, zpěvačka a skladatelka Zuzana Lapčíková
- 28. ledna 2011 – téma Mistři malých rolí: herec vedlejších rolí Ivo Niederle, herečka Ludmila Molínová a herec Jan Kuželka
- 4. února 2011 – téma Slovenské hvězdy: zpěvák, skladatel, textař a také fotograf Peter Nagy, novopečený Zlatý Slávik Peter Cmorik, zpěvačka a herečka Nela Pocisková
- 11. února 2011 – téma Navrátilci z ciziny: prezident rádia Frekvence 1 a Evropy 2 Michel Fleischmann, hokejista Petr Nedvěd, skladatel, písničkář a hudebník Jaroslav Hutka
- 18. února 2011 – téma Strážci duševního zdraví: psychiatr a ředitel psychiatrického centra prof. MUDr. Cyril Höschl, Dr.Sc. FRCPsych., psychoterapeutka Mgr. Radana Štěpánková[1], psychotronik Ing. František Libica
- 25. února 2011 – téma Folk po Česku: zpěvák, textař a bývalý sportovec Tomáš Klus, zpěvák, textař, skladatel a multiinstrumentalista Vlasta Redl, zpěvačka, skladatelka a harmonikářka Radůza
- 4. března 2011 – téma Nový cirkus: principál, přední český performer, herec, akrobat a loutkař Rostislav Novák, herec a muzikant Vojtěch Dyk, herečka Anna Polívková
- 11. března 2011 – téma Mateřství a kariéra: herečka Veronika Žilková, herečka Alena Antalová, modelka, moderátorka a herečka Iva Kubelková
- 18. března 2011 – téma Mladé naděje: místopředsedkyně PSP ČR ThDr. Kateřina Klasnová, zpěvák Martin Chodúr, nejmladší členka Národního divadla Pavla Beretová
- 25. března 2011 – téma Svět jídla: básník, scenárista, překladatel a známý odpůrce jídla Ivo Šmoldas, herečka a milovnice jídla Naďa Konvalinková, výtvarník, architekt a designér Bořek Šípek
- 1. dubna 2011 – téma Herci bez výučního listu: herec a principál Josef Dvořák, herec a člen divadla Járy Cimrmana Petr Brukner, herec a student UJAK Jiří Mádl
- 8. dubna 2011 – téma Nositelé talentu: herečka Iva Janžurová, předseda ČMFS Ivan Hašek, zpěvák Petr Janda
- 15. dubna 2011 – téma Záhady vesmíru: ředitel Hvězdárny a planetária hl. m. Prahy Ing. Marcel Grün, spisovatel, novinář a propagátor kosmonautiky Pavel Toufar, astronom Kamil Hornoch
- 22. dubna 2011 – téma Nositelé hitu: zpěvák a malíř Karel Gott, zpěvák Stanislav Hložek, zpěvačka Pavlína Filipovská
- 29. dubna 2011 – téma Kouzelníci s hlasem: herci s nezaměnitelnými hlasy, Pavel Soukup, Pavel Rímský a Soňa Dvořáková
- 6. května 2011 – téma Divadelní principálové: herec, režisér, senátor a ředitel divadla Na Fidlovačce Tomáš Töpfer, herečka a manažerka Divadla Radka Brzobohatého Hana Gregorová, moderátorka a manažerka Divadla Bez zábradlí Hana Heřmánková
- 13. května 2011 – téma Utajené talenty: zpěvačka Dasha, zpěvák a frontman kapely Arakain Jan Toužimský, zpěvák Bohuš Matuš
- 20. května 2011 – téma Stálice hvězdného nebe: herečka Eliška Balzerová, zpěvák Petr Spálený, sportovní novinář a komentátor Pavel Čapek
- 27. května 2011 – téma Akty: fotograf Tono Stano, malíř Roman Franta, fotograf Miloš Burkhardt
- 3. června 2011 – téma Česká muzika v cizině: skladatelka, zpěvačka, herečka a držitelka Oscara Markéta Irglová, zpěvačka a frontmanka skupiny Die Happy Marta Jandová, rapper, hudebník a zpěvák skupiny Gipsy.cz Radek Banga
- 10. června 2011 – téma Lidé s diplomem: lékař Prof. MUDr. Pavel Pafko, DrSc., právník a advokát JUDr. Roman Polášek, ekonom a vysokoškolský pedagog PhDr. Tomáš Sedláček
- 17. června 2011 – téma Herci a režiséři zároveň: režisér, herec a scenárista Filip Renč, herec, dramatik, režisér a spisovatel Arnošt Goldflam, herec a režisér Antonín Procházka
- 24. června 2011 – téma Poradci: tajemník prezidenta republiky, ředitel politického odboru prezidentské kanceláře, rocker a bývalý novinář Ladislav Jakl, ředitel kabinetu ministra zdravotnictví Mgr. Jan Růžička, psycholog a manželský poradce PhDr. Petr Šmolka
- 1. července 2011 – téma Předsedové: předsedkyně Poslanecké sněmovny PČR Miroslava Němcová, předseda Českého tenisového svazu Ing. Ivo Kaderka, CSc., předseda Českého svazu mužů a náměstek primátorky Liberce Bc. Jiří Šolc

### Sedmá řada (2011–2012)
- 9. září 2011 – téma Hvězdy hudebního divadla: herec, operní a operetní pěvec Karel Fiala, muzikálový, operní a operetní zpěvák Marian Vojtko, operetní a muzikálová zpěvačka Iveta Dufková
- 16. září 2011 – téma Baviči: imitátor Petr Jablonský, herečka Kateřina Herčíková, vypravěč vtipů a bavič Milan Pitkin
- 23. září 2011 – Bohuslav Svoboda, Karolína Peake, Jaromír Drábek
- 30. září 2011 – herec, zpěvák a moderátor Aleš Háma, moderátorka a novinářka Daniela Písařovicová, vítěz II. ročníku soutěže Mladý Desmonthenes Filip Hugo
- 7. října 2011 – Ludmila Formanová, Milan Nový, František Straka
- 14. října 2011 – herec Petr Štěpánek, herečka Tereza Brodská, skladatel, hudebník a herec Ondřej Brzobohatý
- 21. října 2011 – Mgr. Tomáš Chalupa, Josef Klír, Petra Řehořková
- 4. listopadu 2011 – Pavel Smetáček, Jiří Pavlica, Karel Šůcha
- 11. listopadu 2011 – Miloslav Dočekal, Josef Lottes, Filip Černý
- 18. listopadu 2011 – téma Komici: herečka a moderátorka Sandra Pogodová, herec Matouš Ruml, Michal Kavalčík alias Ruda z Ostravy
- 25. listopadu 2011 – Soňa Červená, Aleš Briscein, Patricia Janečková
- 2. prosince 2011 – téma Vlivné ženy: generální ředitelka telekomunikační společnosti Muriel Anton, dokumentaristka a pedagožka Olga Sommerová, herečka Chantal Poullain
- 9. prosince 2011 – Michal David, Janek Ledecký, Vendula Kroupová
- 16. prosince 2011 – Emanuel Ridi, Tonya Graves, Andrej Kerić
- 31. prosince 2011 – zpěvák a malíř Karel Gott, herec, malíř a bývalý politik František Ringo Čech, malíř a cestovatel Libor Vojkůvka
- 6. ledna 2012 – téma České novinářky: humanitární pracovnice a novinářka Petra Procházková, redaktorka a reportérka zahraničního zpravodajství Hana Scharffová, reportérka a moderátorka publicistického pořadu 168 hodin Nora Fridrichová
- 13. ledna 2012 – Ewa Farna, Václav Jelínek, Markéta Konvičková
- 20. ledna 2012 – Daniel Hůlka, Jan Kačer, Osmany Laffita
- 27. ledna 2012 – gen. Ing. Vlastimil Picek, MUDr. Zdeněk Schwarz, PaedDr. Tomáš Miler
- 3. února 2012 – Petr Malásek, Natálie Kocábová, Felix Slováček ml.
- 10. února 2012 – Pavel Mang, Jakub Třasák, Filip Antonio
- 17. února 2012 – Olga Lounová, David Deyl, Petr Bende
- 24. února 2012 – Luděk Munzar, Richard Tesařík, Jolana Voldánová
- 2. března 2012 – Miroslav Žbirka, Andrej Hryc, Iveta Radičová
- 9. března 2012 – Tomáš Svoboda, herec a scenárista Ondřej Pavelka, herečka a zpěvačka Barbora Poláková
- 16. března 2012 – Jiří Svoboda, Vítězslav Kremlík, publicista Alexander Tomský
- 23. března 2012 – hudebník Ivan Hlas, herečka Tatiana Vilhelmová, automobilový závodník Aleš Loprais
- 30. března 2012 – herečka, divadelní režisérka a překladatelka Dagmar Bláhová, režisér, producent a obdivovatel žraloků Steve Lichtag, polárník, spisovatel a odborník na přežití v drsných podmínkách Jaroslav Pavlíček
- 6. dubna 2012 – mezzosopranistka Andrea Kalivodová, házenkář Filip Jícha, herečka, modelka a fotografka Andrea Kerestešová
- 13. dubna 2012 – herečka a choreografka Dana Morávková, folkový a trampský písničkář Jan Nedvěd, gynekolog a sexuolog MUDr. Radim Uzel
- 20. dubna 2012 – trenér hokejové reprezentace Alois Hadamczik, herec, režisér, písničkář, politik a spisovatel Martin Stropnický, viceprezident a zároveň tiskový mluvčí Asociace českých cestovních kanceláří Tomio Okamura
- 27. dubna 2012 – hudebník a zpěvák Pavol Hammel, zpěvák, skladatel a klávesista Lešek Semelka, baskytarista Vladimír Guma Kulhánek
- 4. května 2012 – filmový režisér Jiří Vejdělek, herečka Tereza Bebarová a herec, textař, básník a divadelní principál Jiří Suchý
- 11. května 2012 – zpěvačka Helena Zeťová, herec Martin Kraus, zpěvák a kytarista skupiny Mandrage Vít Starý
- 18. května 2012 – herečka Jiřina Bohdalová, slovenský herec a divadelní pedagog Ladislav Chudík, herec Viktor Preiss
- 25. května 2012 – violoncellista Jiří Bárta, písničkář a scenárista Ondřej Ládek alias Xindl X, zpěvák a baskytarista Vilém Čok
- 1. června 2012 – ministryně kultury Mgr. Alena Hanáková, ekonom a ekonomický publicista Pavel Kohout, bývalý československý fotbalový reprezentant Antonín Panenka
- 8. června 2012 – herečka Alena Bazalová, zpěvačka Gabriela Gunčíková, fotbalista Bohemians 1905 Nicolas Šumský
- 15. června 2012 – akademický malíř Kristian Kodet, herečka Mariana Prachařová, majitel kavárny Petr Menšík
- 22. června 2012 – herec Oldřich Vlach, zpěvák, skladatel a kytarista Petr Janda, herec Stanislav Zindulka
- 27. července 2012 – téma Sportovní legendy: tenista Tomáš Šmíd, první český olympijský vítěz v desetiboji z roku 1992 Robert Změlík a cyklista, vítěz Závodu míru v roce 1964 Jan Smolík

### Osmá řada (2012–2013)
- 7. září 2012 – předseda Fotbalové asociace České republiky Miroslav Pelta, akademický malíř doc. Michael Rittstein, módní návrhářka Eva Janoušková
- 14. září 2012 – herečka Simona Babčáková, spisovatel, historik a publicista Vlastimil Vondruška, judista Jaromír Ježek
- 21. září 2012 – herec Ladislav Trojan, zpěvák a bubeník skupiny Tata Bojs a také výtvarný umělec Milan Cais, kriminalistka Jiřina Hofmanová
- 28. září 2012 – zpěvák Jiří Helekal, ekonom Miroslav Ševčík, herečka Nela Boudová
- 5. října 2012 – herečka Veronika Freimanová, lékař Mudr. Roman Kufa, zpěvačka Tereza Kerndlová
- 12. října 2012 – náčelník generálního štábu Petr Pavel, herec David Novotný, moderátor Událostí ČT Jakub Železný
- 19. října 2012 – ombudsman JUDr. Pavel Varvařovský, herečka Marika Šoposká, producent a režisér David Ondříček
- 26. října 2012 – herec a hudebník Ladislav Gerendáš, zpěvačka a moderátorka Klára Vytisková, jaderná fyzička Dana Drábová
- 2. listopadu 2012 – hokejista David Krejčí, moderátorka Michaela Jílková, zpěvák a kytarista skupiny Divokej Bill Václav Bláha
- 9. listopadu 2012 – tenistka, stříbrná olympionička Andrea Hlaváčková, zpěvačka Monika Bagárová, baletní hvězdy Otto Bubeníček a Jiří Bubeníček
- 16. listopadu 2012 – herec Martin Myšička, fotbalista Ladislav Krejčí, houslista a koncertní mistr České filharmonie Josef Špaček
- 23. listopadu 2012 – herec a zpěvák Jiří Macháček, houslová virtuózka a violistka Gabriela Demeterová, stolní tenista Milan Orlowský
- 30. listopadu 2012 – ředitel Zoo hl. města Prahy Miroslav Bobek, cestovatelka a spisovatelka Milena Holcová, herec Ladislav Županič
- 7. prosince 2012 – astronom Jiří Grygar, basketbalista Jiří Welsh, zpěvačka Aneta Langerová
- 14. prosince 2012 – herečka Vanda Hybnerová, atletka Jiřina Svobodová, textař Ivo Plicka
- 21. prosince 2012 – herečka Anna Geislerová, spisovatel a literární historik Radko Pytlík, tenista Radek Štěpánek
- 28. prosince 2012 – herečka Zuzana Kronerová, předseda Akademie věd Jiří Drahoš, zpěvák Vlastimil Horváth
- 31. prosince 2012 – písničkář, básník a fotograf Josef Fousek, herec a bavič Lukáš Pavlásek, básník, překladatel a scenárista Ivo Šmoldas
- 4. ledna 2013 – jazzový hudebník, multiinstrumentalista a skladatel Jiří Stivín, herec Leoš Noha, modelka a moderátorka Diana Kobzanová
- 11. ledna 2013 – herečka Květa Fialová, dirigent, skladatel a jazzový pianista Kryštof Marek, právník JUDr. Tomáš Sokol
- 18. ledna 2013 – mim Boris Hybner, ošetřovatel pražských goril Marek Ždánský, hudebník Pavel Dobeš
- 25. ledna 2013 – herečka a zpěvačka Yvetta Blanarovičová, cestovatelka a fotografka Radana Dungelová, hudebník Jan Obermayer
- 1. února 2013 – primář MUDr. Karel Nešpor, CSc., režisér Vladimír Michálek, herečka Zdena Hadrbolcová
- 8. února 2013 – senátorka Eliška Wagnerová, herec Ivan Trojan, motocyklista Karel Abraham
- 15. února 2013 – opěrní pěvkyně Dagmar Pecková, herec Ladislav Frej, sportovní komentátor Karol Polák
- 22. února 2013 – stavební projektant a předseda Mensy ČR Tomáš Blumenstein, textařka Gabriela Osvaldová, herec Pavel Trávníček
- 1. března 2013 – veterinář Jan Herčík, herečka Tereza Pokorná, thai-boxer a trenér thajského boxu Pavel Hakim Majer
- 8. března 2013 – spisovatelka Jana Šrámková, triatlonista Filip Ospalý, herec Jaromír Nosek
- 15. března 2013 – lodní kapitán Josef Dvorský, hudebník a zpěvák Petr Rezek, herec a hudebník Václav Kopta
- 22. března 2013 – slovenský herec Milan Markovič, paralympionik Jiří Ježek, herečka a majitelka divadelní společnosti HÁTA Olga Želenská
- 29. března 2013 – fotbalista Ladislav Vízek, herečka a moderátorka Mahulena Bočanová, zpěvák skupiny Charlie Straight Albert Černý
- 5. dubna 2013 – herec Matěj Hádek, zpěvačka Věra Nerušilová, biatlonistka Gabriela Soukalová
- 12. dubna 2013 – herec David Matásek, skokan na lyžích Jan Matura, režisér Jan Prušinovský
- 19. dubna 2013 – hudební skladatel Jan Klusák, slovenská herečka Anna Šišková, moderní pětibojař David Svoboda
- 26. dubna 2013 – herec divadla Járy Cimrmana Jaroslav Weigel, oceánografka Markéta Pokorná, frontman kapely Wohnout Matěj Homola
- 3. května 2013 – kuchař Roman Vaněk, slovenský herec Martin Huba, překážkářka Zuzana Hejnová
- 10. května 2013 – herec Marek Taclík, zpěvačka Irena Budweiserová, krasobruslař Michal Březina
- 17. května 2013 – hráč pokeru Martin Staszko, zpěvák a herec Adam Mišík, režisér Bohdan Sláma
- 24. května 2013 – herec Jan Skopeček, komik Miloš Knor, zpěvačka Dagmar Zázvůrková
- 31. května 2013 – režisér a herec Jakub Kohák, hokejista Martin Procházka, "první slečna" Kateřina Zemanová
- 7. června 2013 – herec a zpěvák Martin Písařík, zpěvačka Debbi, trapnomág Richard Nedvěd
- 14. června 2013 – slovenský herec Milan Lasica, gurmet Pavel Maurer, scenárista, dramatik a režisér Petr Zelenka
- 21. června 2013 – ředitel dopravní policie plk. Tomáš Lerch, herec František Němec, režisér Biser Arichtev
- 28. června 2013 – spisovatel Eugen Brikcius, houslový virtuos Ivan Ženatý, herečka Jana Plodková

### Devátá řada (2013–2014)
- 6. září 2013 – režisérka Jitka Němcová, frontman skupiny Čechomor Karel Holas, herečka Klára Melíšková
- 13. září 2013 – herečka Veronika Kubařová, muzikant Jan Neckář, tenista Lukáš Rosol
- 20. září 2013 – primabalerina Daria Klimentová, zpěvák Jiří Zonyga, herec Patrik Děrgel
- 27. září 2013 – golfistka Klára Spilková, režisér Hynek Bočan, herec Radek Holub
- 4. října 2013 – lezec Adam Ondra, zpěvačka Markéta Poulíčková, herec Jan Zadražil
- 11. října 2013 – producent a scenárista Ivo Mathé, zpěvák Jiří Štědroň, herečka Miroslava Pleštilová
- 18. října 2013 – plavkyně Simona Baumrtová, režisér F. A. Brabec, herec Jaroslav Plesl
- 25. října 2013 – sportovní komentátor Robert Záruba, Olga Matušková, světoběžník Jan Domabyl
- 1. listopadu 2013 – slovenská zpěvačka Kristina, herec a režisér Miroslav Krobot, filmový pyrotechnik Jiří Berger
- 8. listopadu 2013 – cyklista Roman Kreuziger, komik Petr Vydra, herečka Jenovéfa Boková
- 15. listopadu 2013 – slovenská herečka Kamila Magálová, textař Eduard Krečmar, vynálezce Marek Novák
- 22. listopadu 2013 – herec Pavel Nečas, fotbalista Radek Šírl, kytarista Zdeněk Juračka
- 29. listopadu 2013 – bezpečnostní expert Gen. Ing. Ándor Šándór, zpěvák skupiny Chinaski Michal Malátný, herečka Jaroslava Pokorná
- 6. prosince 2013 – slovenská moderátorka Elena Vacvalová, herec Zdeněk Žák, operní pěvec Štefan Margita
- 13. prosince 2013 – psychiatr Cyril Höschl, herečka Věra Křesadlová, Muž roku 2013 Antonín Beránek
- 20. prosince 2013 – herečka Anna Stropnická, skifař Ondřej Synek, spisovatelka, scenáristka a moderátorka Halina Pawlowská
- 31. prosince 2013 – herečka Eva Holubová, imitátor Petr Jablonský, malíř, muzikant František Ringo Čech, herec Roman Skamene
- 10. ledna 2014 – sestřih toho nejlepšího
- 17. ledna 2014 – herec Pavel Řezníček, dirigent skupiny The Tap Tap Šimon Ornest, modelka Gabriela Kratochvílová
- 24. ledna 2014 – skifařka Miroslava Knapková, herec Jiří Mádl, skladatel a zpěvák Jiří Škorpík
- 31. ledna 2014 – horolezec Radek Jaroš, herečka Jaroslava Obermaierová, Pjér la Šéz
- 7. února 2014 – zpěvák Marek Ztracený, herečka Martha Issová, hlasatelka Saskia Burešová
- 14. února 2014 – herečka a spisovatelka Ivanka Devátá, režisér Robert Sedláček, zpěvačka Lenny
- 21. února 2014 – duo Těžkej Pokondr, propagátorka jezení hmyzu Marie Borkovcová, herec Filip Cíl
- 28. února 2014 – herec Bolek Polívka, zpěvačka Bára Vaculíková, etolog Doc. Daniel Frynta
- 7. března 2014 – cestovatel a etnolog Mnislav Zelený, herec Miroslav Etzler, hokejista Jaroslav Bednář
- 14. března 2014 – herec Norbert Lichý, biker Kristián Hynek, zpěvák skupiny Tři sestry a textař Lou Fanánek Hagen
- 21. března 2014 – zpěvačka Petra Janů, herečka Jitka Schneiderová, fotbalista Roman Bednář
- 28. března 2014 – cestovatel a spisovatel Josef Formánek, herečka Zdena Studenková, zpěvačka Anna K.
- 4. dubna 2014 – multimilionář Karel Janeček, čtvrtkař Pavel Maslák, herečka Uršula Kluková
- 11. dubna 2014 – archeolog Pavel Pavel, herec Alfred Strejček, hudební skladatel Zdeněk Merta
- 18. dubna 2014 – pražský primátor Tomáš Hudeček, herec Bohumil Klepl, zpěvačka Vladivojna La Chia
- 25. dubna 2014 – biatlonista Ondřej Moravec, herec Jiří Štěpnička, zpěvák, textař a hudební skladatel Michal Hrůza
- 2. května 2014 – pilot Petr Jirmus, zpěvačka Bára Basiková, herečka Lenka Krobotová
- 9. května 2014 – galerista Martin Kodl, herečka Ivana Andrlová, tanečnice Zuzana Offenbartl Dovalová
- 16. května 2014 – majitelka seznamovací agentury Veronika Winterová, frontman skupiny Kryštof Richard Krajčo, začínající herec Vincent Navrátil
- 23. května 2014 – plastický chirurg Bohdan Pomahač, herečka Simona Postlerová, choreograf Pavel Strouhal
- 30. května 2014 – modelka Taťána Kuchařová, herečka Sabina Remundová, šermíř Alexandr Choupenitch
- 6. června 2014 – fotbalista Petr Švancara, hudební skladatel a zpěvák Boris Carloff, herec Václav Neužil
- 13. června 2014 – prezidentský kandidát Prof. Vladimír Franz, herečka Taťjana Medvecká, zpěvačka Helena Vondráčková
- 20. června 2014 – florbalista Aleš Zálesný, herečka Petra Špalková, zpěvák Bohouš Josef
- 27. června 2014 – dětský herec Matěj Převrátil, zpěvačka Yvonne Přenosilová, režisér Jan Svěrák

### Desátá řada (2014–2015)
- 5. září 2014 – přednosta ortopedicko-traumatologické kliniky Pavel Dungl, herec Vlastimil Zavřel, textař, herec a principál divadla Semafor Jiří Suchý
- 12. září 2014 – herec Vladimír Polívka, zpěvák a textař František Segrado, herečka Vica Kerekes
- 19. září 2014 – ředitelka organizace Fórum 50% Jana Smiggels Kavková, zpěvák Dan Bárta, herec Tomáš Jeřábek
- 26. září 2014 – skladatel, aranžér a dirigent Martin Kumžák, moderátor Jan Pokorný, herec Josef Carda
- 3. října 2014 – dietoložka Kateřina Cajthamlová, fotbalista Lukáš Vácha, zpěvák Ondřej Ruml
- 10. října 2014 – fotbalový rozhodčí Pavel Královec, skladatel Ondřej Soukup, herečka Hana Vagnerová
- 17. října 2014 – kanoista Martin Doktor, herečka Hana Ševčíková, jazzový pianista a skladatel Emil Viklický
- 24. října 2014 – ornitolog Lukáš Viktora, zpěvačka Ilona Csáková, překážkářka Denisa Rosolová
- 31. října 2014 – zpěvák Karel Gott, herec Vladimír Marek, spisovatelka Sandra Vebrová
- 7. listopadu 2014 – herec Hynek Čermák, fotbalista Jozef Adamec, muzikant, aranžér a skladatel Ota Balage
- 14. listopadu 2014 – tenistka Petra Kvitová, herec Miroslav Hanuš, zpěvačka Lenka Dusilová
- 21. listopadu 2014 – botanik Václav Větvička, herečka Daniela Kolářová, muzikant a frontman skupiny Buty Radek Pastrňák
- 28. listopadu 2014 – hokejista Martin Ručinský, herečka Alena Mihulová, scenárista Jiří Just
- 5. prosince 2014 – cyklista Leopold König, herečka Marika Procházková, muzikant Petr Wajsar
- 12. prosince 2014 – cestovatel a režisér Dan Přibáň, zpěvačka Marta Kubišová, Miss Czech Slovak America Martina Veselá
- 19. prosince 2014 – bývalý hokejový brankář Dominik Hašek, herečka a zpěvačka Lucie Černíková, herec Pavel Šimčík
- 31. prosince 2014 – herec Petr Čtvrtníček, herec Josef Alois Náhlovský, zpěvák a herec Tomáš Klus
- 2. ledna 2015 – sestřih toho nejlepšího z uplynulého roku
- 9. ledna 2015 – sluneční fyzik Michal Švanda, herec a režisér Ondřej Sokol, zpěvačka Eliška Mrázová
- 16. ledna 2015 – kaskadér, herec, režisér Petr Jákl, zpěvák, skladatel a muzikálový herec Václav Noid Bárta, herečka Miluše Bittnerová
- 23. ledna 2015 – badmintonista Petr Koukal, baskytarista Jiří Kozel, herečka Marie Doležalová
- 30. ledna 2015 – policejní prezident Tomáš Tuhý, herec Ondřej Malý, zpěvačka Monika Absolonová
- 6. února 2015 – psycholog Jeroným Klimeš, herec Miroslav Táborský, spisovatelka Tereza Janišová
- 13. února 2015 – zpěvačka Lucie Bílá, herečka Dana Batulková, boxer Luboš Šuda
- 20. února 2015 – slovenský dietolog Igor Bukovský, herec Kryštof Hádek, vodní pólista Roman Snášil
- 27. února 2015 – akademický sochař Kurt Gebauer, herečka Barbora Seidlová, zpěvák Matěj Ruppert
- 6. března 2015 – lékař české fotbalové reprezentace Petr Krejčí, herec Miroslav Donutil, sopranistka Pavlína Senič
- 13. března 2015 – architekt Martin Rajniš, režisérka Irena Pavlásková, herec Pavel Kříž
- 20. března 2015 – ultramaratonec Miloš Škorpil, herec Marián Labuda, dramatik, režisér a umělecký šéf Klicperova divadla v Hradci Králové David Drábek
- 27. března 2015 – snowboardistka Eva Samková, zpěvák Kamil Střihavka, herec Tomáš Měcháček
- 3. dubna 2015 – fotbalový trenér Petr Rada, herečka Sandra Nováková, bubeník Miloš Meier
- 10. dubna 2015 – moderátor Václav Moravec, herečka Zuzana Vejvodová, zpěvačka Věra Špinarová
- 17. dubna 2015 – operní pěvec Adam Plachetka, herec Lukáš Příkazký, dokumentaristka Jana Počtová
- 24. dubna 2015 – rychlobruslařka Martina Sáblíková, herec Michal Suchánek, hudebník David Koller
- 1. května 2015 – písničkář František Nedvěd, herec Filip Kaňkovský, šachista David Navara
- 8. května 2015 – basketbalista Jiří Zídek, herec Pavel Liška, zpěvačka EKI
- 15. května 2015 – hokejista Vladimír Martinec, herec a politik Milan Kňažko, pianista Ivo Kahánek
- 22. května 2015 – textař, spisovatel a moderátor Boris Filan, zpěvák a muzikálový herec Tomáš Savka, herečka Eva Jeníčková
- 29. května 2015 – kajakář Vavřinec Hradilek, zpěvák Daniel Hůlka, herečka a moderátorka Tereza Kostková
- 5. června 2015 – parazitolog Julius Lukeš, zpěvák a herec Vojtěch Dyk, boxerka Fabiana Bytyqi
- 12. června 2015 – zahraniční zpravodaj ČT Miroslav Karas, písničkář Wabi Daněk, herečka Barbora Hrzánová
- 19. června 2015 – šéfkuchař Jaroslav Sapík, herec Igor Chmela, fotografka a dokumentaristka Petra Doležalová (fotografka)
- 26. června 2015 – profesor Karel Kolomazník, herečka Emília Vášáryová, volejbalistka Helena Havelková

### Jedenáctá řada (2015–2016)
- 4. září 2015 – meteorolog Michal Žák, zpěvák Petr Kolář, začínající herečka Kateřina Klausová
- 11. září 2015 – kardiolog Milan Šamánek, herečka Jana Janěková ml., basketbalista Tomáš Satoranský
- 18. září 2015 – stylistka a vizážistka Petra Šestáková, saxofonista Felix Slováček, herec Václav Jiráček
- 25. září 2015 – hudební skladatel Jaroslav Uhlíř, režisér Zdeněk Tyc, herečka a zpěvačka Ivana Korolová
- 2. října 2015 – akrobatický letec Martin Šonka, hudební skladatel, zpěvák a herec Ondřej Brzobohatý, houslistka Markéta Muzikářová
- 9. října 2015 – hudebník Michael Kocáb, fotbalista Bořek Dočkal, fotograf Antonín Kratochvíl
- 16. října 2015 – podnikatel Ondřej Kania, herečka Eva Josefíková, frontman kapely No Name Igor Timko
- 23. října 2015 – herec Petr Vacek, snowboardistka Ester Ledecká, zpěvačka a herečka Lucie Vondráčková
- 30. října 2015 – spisovatel a bývalý diplomat Michael Žantovský, herečka Zlata Adamovská, zpěvák Jan Smigmator
- 6. listopadu 2015 – dirigent Vladimír Válek, kapitán ragbyové reprezentace Robert Voves, herečka Zuzana Fialová
- 13. listopadu 2015 – parašutista Mark Rahbani, zpěvačka Tereza Černochová, herec Zdeněk Piškula
- 20. listopadu 2015 – houslista Pavel Šporcl, herečka Kristýna Leichtová, herec a tanečník Richard Genzer
- 27. listopadu 2015 – poutník Ladislav Zibura, zpěvák, skladatel, kytarista Petr Janda, herec Miloň Čepelka, nečekaný host
- 4. prosince 2015 – tenistka Lucie Šafářová, herečka Berenika Kohoutová, zpěvák Dalibor Janda
- 11. prosince 2015 – sexuoložka Laura Janáčková, herečka Jitka Ježková, jazzový hudebník Laco Deczi
- 18. prosince 2015 – krasobruslařka Elizaveta Ukolová, zpěvák Ladislav Křížek, herečka Jitka Čvančarová
- 31. prosince 2015 – herec a hudebník Václav Kopta, herečka Jiřina Bohdalová, začínající herec Vincent Navrátil
- 8. ledna 2016 – lyžař Ondřej Bank, muzikálová herečka Michaela Gemrotová, slovenský herec Marián Geišberg
- 15. ledna 2016 – majitelka zážitkové agentury Linda Vavříková, zpěvák a youtuber Petr Lexa, scenárista, dramatik a režisér Patrik Hartl
- 22. ledna 2016 – klavírista Jan Čmejla, hokejista Jiří Šlégr, herečka Eva Salzmannová
- 29. ledna 2016 – judista Lukáš Krpálek, zpěvačka Leona Machálková, herec Karel Heřmánek ml.
- 5. února 2016 – kadeřník Robert Starý, muzikálový herec Radim Schwab, herečka Chantal Poullain
- 12. února 2016 – starosta Kostelce nad Orlicí František Kinský, herec Juraj Kukura, oštěpařka Barbora Špotáková
- 19. února 2016 – mořeplavec Rudolf Krautschneider, basketbalistka Kateřina Elhotová, herec a zpěvák Adam Mišík
- 26. února 2016 – cestovatelka Lucie Radová, herec Michal Pavlata, frontman skupiny Tata Bojs Mardoša
- 4. března 2016 – zahraniční reportér a moderátor Michal Kubal, herečka a malířka Iva Hüttnerová, zpěvák Miroslav Žbirka
- 11. března 2016 – psycholog Petr Šmolka, herec Ladislav Hampl, zpěvačka Emma Drobná
- 18. března 2016 – kurátor primátů Vít Lukáš, herečka Anna Linhartová, překážkář Petr Svoboda
- 25. března 2016 – kriminalista Josef Mareš, herečka Naďa Konvalinková, baletka Nikola Márová
- 1. dubna 2016 – stolní tenista Petr Korbel, herečka Blanka Bohdanová, jazzová zpěvačka Martina Barta
- 8. dubna 2016 – astronom Petr Scheirich, básník a písničkář Jiří Dědeček, herečka Zdeňka Žádníková-Volencová
- 15. dubna 2016 – bikerka Markéta Marvanová, herečka Iva Janžurová, zpěvák a kytarista Jindra Polák
- 22. dubna 2016 – herec Vladimír Kratina, grafik a malíř Vladimír Suchánek, triatlonista a ironman Petr Vabroušek
- 29. dubna 2016 – herec Jan Budař, vicemiss 2007 Eva Čerešňáková, lékař Zdeněk Šťastný
- 6. května 2016 – herec Jan Čenský, kickboxerka Martina Ptáčková, beatboxer Tiny Beat
- 13. května 2016 – herečka Jitka Smutná, muzikálový herec Jan Kříž, výtvarník Jonáš Ledecký
- 20. května 2016 – designér Maxim Velčovský, herečka Lenka Vlasáková, zpěvačka, herečka a tanečnice Rozálie Havelková
- 27. května 2016 – herečka Anna Fialová, barman Alex Kratěna, kritik politiky Jakub Čech
- 3. června 2016 – herec Tomáš Dastlík, evoluční biolog a ekolog Jaroslav Flegr, biker Jaroslav Kulhavý
- 10. června 2016 – herečka a zpěvačka Barbora Poláková, fotbalista Václav Černý, ředitel společnosti Člověk v tísni Šimon Pánek
- 17. června 2016 – neurochirurg Vladimír Beneš, herečka Tereza Bebarová, vícebojař Adam Sebastian Helcelet
- 24. června 2016 – hokejista Jakub Voráček, herec Martin Havelka, spisovatel Vlastimil Vondruška

### Dvanáctá řada (2016–2017)
- 2. září 2016 – zpěvák Karel Gott, herečka Anna Mercedes Čtvrtníčková, hydrobiolog Petr Jan Juračka
- 9. září 2016 – herec Václav Jílek, zpěvačka Vendula Příhodová, kajakář Jiří Prskavec
- 16. září 2016 – bezpečnostní odborník a válečný veterán Lumír Němec, herečka Linda Rybová, mistr bojových umění a malíř František Kollman
- 23. září 2016 – travní lyžař Jan Němec, herečka Zdenka Procházková, rapper Kato
- 30. září 2016 – cliff diver Michal Navrátil, herečka Zuzana Stivínová, kytarista a skladatel Michal Pavlíček
- 7. října 2016 – dirigent Libor Pešek, chodkyně Anežka Drahotová, herec Jan Novotný
- 14. října 2016 – psí psycholog Alexander Skácel, surfařka Tereza Olivová, herečka Klára Melíšková
- 21. října 2016 – zpěvák Ondřej Hejma, herečka Vlastina Svátková, plochodrážník Václav Milík
- 28. října 2016 – režisér Tomáš Vorel, herec David Prachař, zpěvačka Monika Bagárová
- 4. listopadu 2016 – odborník na paměťové techniky Jakub Pok, muzikálový herec Přemysl Pálek, zpěvačka Ewa Farna
- 11. listopadu 2016 – extrémní biker Jan Kopka, herečka Denisa Nesvačilová, zpěvák Peter Nagy
- 18. listopadu 2016 – historik stravování a životního stylu Martin Franc, herec Michal Dlouhý, zápasnice Adéla Hanzlíčková
- 25. listopadu 2016 – ultramaratonec René Kujan, herec Kamil Halbich, jazzová zpěvačka Jana Koubková
- 2. prosince 2016 – novinář Erik Best, zpěvák Tomáš Klus, herečka Petra Tenorová
- 9. prosince 2016 – psychosomatička Jarmila Klímová, herec David Novotný, beatboxer En.dru
- 16. prosince 2016 – jazzman Jiří Stivín, herec Jaroslav Plesl, kreslíř Štěpán Mareš
- 31. prosince 2016 – sestřih toho nejlepšího z let 2013–2016 a 4 písně
- 6. ledna 2017 – psychiatr Karel Nešpor, operní diva Eva Urbanová, herec Daniel Bambas
- 13. ledna 2017 – tanečník Vlastimil Harapes, běžkyně na lyžích Kateřina Smutná, dětský herec Filip Antonio
- 20. ledna 2017 – zpěvačka Yvetta Simonová, herec Marek Vašut, prezident České stomatologické komory MUDr. Pavel Chrz
- 27. ledna 2017 – klinický psycholog a hypnoterapeut PhDr. Jiří Zíka, herec Marek Taclík, zpěvák Marek Ztracený
- 3. února 2017 – lezec Adam Ondra, zpěvačka Hana Zagorová, astronom Petr Horálek
- 10. února 2017 – foodblogerka Kamila Rundusová, operní pěvkyně Dagmar Pecková, jazzový hudebník Milan Svoboda
- 17. února 2017 – herec Patrik Děrgel, boxer Lukáš Konečný, hlasová koučka Ivana Vostárková
- 24. února 2017 – golfista Filip Mrůzek, harfenistka Kateřina Englichová, Ivo Šmoldas
- 3. března 2017 – ekonom Tomáš Sedláček, hobojista Vilém Veverka, herec Martin Hofmann
- 10. března 2017 – šéfkuchař Zdeněk Pohlreich, písničkář Pekař, herečka Alena Doláková
- 17. března 2017 – scenárista Petr Kolečko, herečka Barbora Munzarová, písničkář Thom Artway
- 24. března 2017 – zpěvák Jan Kalousek, herec Jiří Hána, youtuber Jiří Král
- 31. března 2017 – herečka Veronika Kubařová, novinář Jefim Fištejn, futsalista Lukáš Rešetár
- 7. dubna 2017 – muzikálový zpěvák Marián Vojtko, herec Václav Neužil, biketrialista Josef Dressler
- 14. dubna 2017 – herečka Jana Švandová, hudební skladatel Tomáš Kympl, fotbalista Antonín Barák
- 21. dubna 2017 – herec Alexej Pyško, dramatik, textař, herec Jiří Suchý, sportovní komentátor Marek Svačina
- 28. dubna 2017 – kostýmní výtvarník Theodor Pištěk, herečka Andrea Kerestešová, kanoista Josef Dostál
- 5. května 2017 – herečka Dana Morávková, ornitolog Zdeněk Vermouzek, freestyle motokrosař Libor Podmol
- 12. května 2017 – herečka Judit Bárdos, zpěvák David Deyl, trenérka paměti Dana Steinová
- 13. května 2017 – sestřih z let 2014–2016 zaměřený na zpěváky populární hudby
- 19. května 2017 – herečka Kateřina Hrachovcová, operní pěvec Michal Bragagnolo, pilot Richard Santus
- 26. května 2017 – střihač Jan Mattlach, herec Vladimír Polívka, florbalista Matěj Jendrišák
- 2. června 2017 – policejní historik, podplukovník ve výslužbě Radek Galaš, herečka Jana Stryková, zpěvák Sebastian
- 9. června 2017 – výtvarník Michal Pěchouček, biatlonistka Gabriela Soukalová, herec Martin Kraus
- 16. června 2017 – herec a mim Bolek Polívka, režisérka Tereza Nvotová, hokejista Tomáš Hertl
- 23. června 2017 – herec Martin Finger, herečka a zpěvačka Anna Slováčková, herpetolog a ochránce přírody Jiří Haleš

### Třináctá řada (2017–2018)
- 4. srpna 2017 – psychiatr MUDr. Radkin Honzák, herec Jan Hájek, zpěvačka Markéta Procházková
- 8. září 2017 – fotbalista David Lafata, zpěvačka Hana Křížková, herec Rostislav Novák st.
- 15. září 2017 – herec a bavič Josef Alois Náhlovský, publicista a odborník na prokrastinaci Petr Ludwig, violoncellistka Terezie Kovalová
- 22. září 2017 – houslový virtuos Jaroslav Svěcený, herec Jiří Lábus, herec Milan Šteindler
- 29. září 2017 – mykolog Oldřich Jindřich, herec Martin Myšička, baskytarista Ivan Král
- 6. října 2017 – odborník na káva Daniel Kolský, herec Jiří Macháček, zpěvačka a herečka Olga Lounová
- 13. října 2017 – herec Bob Klepl, raper Marpo, motocyklová závodnice Gabriela Novotná
- 19. října 2017 – speciální předvolební střihový díl
- 20. října 2017 – spisovatelka Tereza Hřídelová, herečka Pavla Beretová, plavec Jan Micka
- 27. října 2017 – kouzelník Pavel Dolejška, herec Leoš Noha, horolezkyně Lucie Hrozová
- 3. listopadu 2017 – námořník Richard Konkolski, herečka Alena Mihulová, zpěvák David Stypka
- 10. listopadu 2017 – neurolog, odborník na spánek Martin Pretl, herečka a moderátorka Adéla Gondíková, kanoista Martin Fuksa
- 17. listopadu 2017 – herec Josef Dvořák, záhadolog Arnošt Vašíček, plážová volejbalistka Markéta Sluková
- 24. listopadu 2017 – atlet Jakub Holuša, zpěvák Richard Krajčo, herečka Lucie Žáčková
- 1. prosince 2017 – hasič Petr Moleš, herec Jan Cina, hráč malé kopané Michal Salák
- 8. prosince 2017 – dirigent Petr Sovič, herec Miroslav Hanuš, volejbalista Jan Štokr
- 15. prosince 2017 – egyptolog Miroslav Bárta, herečka Tatiana Vilhelmová, oštěpař Jakub Vadlejch
- 22. prosince 2017 – zpěvačka Natálie Grossová, potápěčka Alena Konečná, herec, dramatik a spisovatel Arnošt Goldflam
- 31. prosince 2017 – herec Jaroslav Dušek, herec Ivan Trojan, herec a režisér Jiří Mádl
- 5. ledna 2018 – sestřih toho nejlepšího z předešlého roku, např.: Bolek Polívka, Veronika Kubařová, Jana Stryková, Václav Neužil
- 12. ledna 2018 – hráč piškvorek Pavel Laube, herec Pavel Nečas, hornistka Kateřina Javůrková
- 19. ledna 2018 – hlasová lektorka a herečka Jana Postlerová, herec David Suchařípa, žokej Jan Kratochvíl
- 26. ledna 2018 – odborník na gastronomii Pavel Maurer, psycholožka Irena Smetáčková, herec Vladimír Javorský
- 2. února 2018 – herec Vladimír Javorský, zpěvák Mirai Navrátil, herec Marek Adamczyk
- 9. února 2018 – herečka Anna Polívková, kynolog Rudolf Desenský, zpěvák Martin Chodúr
- 16. února 2018 – zahraniční reportér Martin Řezníček, herec Igor Orozovič, herec Vojtěch Záveský
- 23. února 2018 – zpěvák Mikolas Josef, herečka a zpěvačka Gabriela Heclová, hokejista Patrik Eliáš
- 2. března 2018 – spisovatelka Petra Soukupová, herec Radek Holub, jazzový kytarista Rudy Linka
- 9. března 2018 – muzikálová herečka Magda Malá, módní návrhář Osmany Lafitta, hudební skladatel Jan P. Muchow
- 16. března 2018 – tanečník Jakub Vavruška, herec Tomáš Jeřábek, dabér Bohdan Tůma
- 23. března 2018 – fotbalista Vladimír Šmicer, herec Miroslav Donutil, výtvarník a hudebník Jan Homola
- 30. března 2018 – koreanistka Nina Špitálníková, fotograf Robert Vano, klarinetista a saxofonista Felix Slováček ml.
- 6. dubna 2018 – tatér Lukáš Poláček, herečka Simona Babčáková, hudební skladatel Daniel Barták
- 13. dubna 2018 – herečka Jitka Sedláčková, filmový režisér Jiří Vejdělek, volejbalista Zdeněk Haník
- 20. dubna 2018 – zpěvačka Kamila Nývltová, herec Pavel Kikinčuk, historik Eduard Stehlík
- 27. dubna 2018 – architekt Martin Rajniš, herečka Marie Doležalová, motocyklista Ondřej Klymčiw
- 4. května 2018 – potápěčka Daniela Koteková, herec a režisér Jiří Havelka, herec a hudebník Jan Jiráň
- 11. května 2018 – lyžař Lukáš Bauer, herečka Aneta Krejčíková, operní pěvec Pavel Černoch
- 12. května 2018 – sestřih z let 2017–2018 zaměřený na zpěváky populární hudby – Marek Ztracený, Richard Krajčo, Olga Lounová, Thom Artway, Pekař, Yvetta Simonová, David Stypka, Ivan Král, Mikolas Josef a další
- 18. května 2018 – sledge hokejista Miroslav Hrbek, hudebník Varhan Orchestrovič Bauer, herec Jan Révai
- 25. května 2018 – vrakový potápěč Jindřich Böhm, herečka Sandra Pogodová, moderátor Daniel Stach
- 8. června 2018 – lovec blesků Miroslav Meglič, herec Martin Pechlát, hudebník Honza Křížek
- 15. června 2018 – vesmírný architekt Ondřej Doule, herec Jakub Žáček, zpěvačka Tonya Graves
- 22. června 2018 – cirkusák Jiří Berousek mladší, herečka a zpěvačka Berenika Kohoutová, oční lékař a perkusionista Imran Musa Zangi
- 29. června 2018 – hasič a ultramaratonec Štěpán Dvořák, herec Luboš Veselý, spisovatelka Dana Emingerová
- 6. července 2018 – herečka Šárka Vaculíková, výtvarník Jiří Slíva, zpěvák skupiny Divokej Bill Václav Bláha

### Čtrnáctá řada (2018–2019)
- 7. září 2018 – herec Vladislav Beneš, český rekordman v počtu seskoků Roman Štengl, písničkář Pokáč
- 14. září 2018 – herec Petr Buchta, bojovník mixed martial arts Karlos Vémola, hudebnice a textařka Patricie Fuxová
- 21. září 2018 – kardiolog Petr Neužil, scenárista, dramatik a režisér Patrik Hartl, zpěvačka Lenny
- 5. října 2018 – herečka Vanda Hybnerová, generál Andor Šándor, hokejový trenér Miloš Říha
- 12. října 2018 – herec Petr Vršek, tenista Radek Štěpánek, zpěvačka a herečka Nelly Řehořová
- 19. října 2018 – klimatolog Aleš Farda, herec a zpěvák Milan Peroutka, herec Tomáš Bambušek
- 26. října 2018 – herečka Petra Špalková, motoristický odborník Luděk Hubáček, režisér Ivan Fíla
- 2. listopadu 2018 – herečka a spisovatelka Ivanka Devátá, operní pěvec Vratislav Kříž, parazitoložka MVDr. Kateřina Jirků Pomajbíková
- 9. listopadu 2018 – zpěvák Karel Gott, kuchař a spisovatel Roman Vaněk, boxerka Fabiana Bytyqi
- 16. listopadu 2018 – zpěvačka Markéta Konvičková, herec a moderátor Petr Vančura, jachtař Ondřej Teplý
- 23. listopadu 2018 – herečka a zpěvačka Kateřina Winterová, moderátorka a bavička Zuzana Bubílková, konstruktér ponorek Pavel Gross
- 30. listopadu 2018 – spisovatelka Halina Pawlowská, ošetřovatel goril Marek Žďánský, herec Tomáš Novotný
- 7. prosince 2018 – zpěvačka Lenka Filipová, tenisový trenér Petr Pála, herec Robert Mikluš
- 14. prosince 2018 – herečka Libuše Švormová, vizionář Martin Holečko, basketbalista Vojtěch Hruban
- 28. prosince 2018 – violistka Jitka Hosprová, scenárista Ondřej Hübl, herec Jiří Maryško
- 31. prosince 2018 – herec Václav Kopta, herec Miroslav Hanuš, návrhář Osmany Laffita
- 11. ledna 2019 – lékař Ivan Douda, herečka Regina Rázlová, zpěvák Tomáš Polák
- 18. ledna 2019 – herečka Erika Stárková, zpěvák Michael Kluch, hráč amerického fotbalu Josef Fuksa
- 25. ledna 2019 – senátor Jaroslav Kubera, herečka Petra Hřebíčková, zpěvák Martin Kapek
- 1. února 2019 – herečka Petra Ptáčková, herec Viktor Zavadil, muzikant Jaroslav Olin Nejezchleba
- 8. února 2019 – zpěvačka Debbi, judista Lukáš Krpálek, herec Vladimír Škultéty
- 15. února 2019 – varhanice a cembalistka Katta, herec Michal Isteník, atlet Lukáš Hodboď
- 22. února 2019 – cirkusák Jaromír Joo, herec Zdeněk Maryška, zpěvačka Šárka Rezková
- 1. března 2019 – cestovatel Petr Horký, herec Robert Jašków, zpěvačka Veronika Stýblová
- 8. března 2019 – kastelán Karlštejna a herec Lukáš Kunst, herec Jakub Štáfek, zpěvák Jan Žampa
- 15. března 2019 – expert na počítačové hry Jaroslav Švelch, zpěvák Tomáš Trapl, herec Andrej Hryc
- 22. března 2019 – epidemiolog MUDr. Rastislav Maďar, herečka Michaela Badinková, klavírní virtuóz Matyáš Novák
- 29. března 2019 – fotbalista Pavel Horváth, herečka Elizaveta Maximová, hudebník Michal Horák
- 5. dubna 2019 – astronom Martin Jelínek, herečka Lilian Malkina, violoncellista Jiří Bárta
- 12. dubna 2019 – kaskadér Leoš Stránský, herečka Iva Janžurová, nejmladší hokejista extraligy Jan Myšák
- 19. dubna 2019 – scenáristka Andrea Sedláčková, herec Martin Hofmann, písničkář Xindl X
- 26. dubna 2019 – profesor kybernetiky Michael Šebek, herečka Jiřina Bohdalová, hudebník Jakub Ondra
- 3. května 2019 – plastický chirurg Ondřej Měšťák, herec Jiří Kniha, tanečnice Oldřiška Neumannová
- 10. května 2019 – zpěvák a skladatel Ján Lehotský, herec Michal Balcar, fotbalistka Kateřina Svitková
- 17. května 2019 – jaderný fyzik Dana Drábová, zpěvák Petr Janda, herec Jan František Uher
- 24. května 2019 – scenárista a režisér Martin Horský, pěvec Adam Plachetka, herečka Kateřina Janečková
- 31. května 2019 – herec Pavel Nový, režisérka a herečka Theodora Remundová, Kája Pavlíček
- 7. června 2019 – lékař Tomáš Šebek, herec Tomáš Dianiška, historik Tomáš Staněk
- 14. června 2019 – grafik a zoolog Jan Dungel, herečka Kristýna Badinková Nováková, hokejista a sportovní komentátor David Pospíšil
- 21. června 2019 – tenorista Petr Nekoranec, herec Petr Vaněk, atletka Nikola Ogrodníková
- 28. června 2019 – hudebník a herec Richard Tesařík, režisérka a herečka Petra Nesvačilová , cukrář Josef Maršálek

### Patnáctá řada (2019–2020)
- 6. září 2019 – zpěvák Janek Ledecký, herec Petr Vacek, operní pěvkyně Jana Šrejma Kačírková
- 13. září 2019 – režisér Václav Marhoul, herec Roman Skamene, hudební skladatel Kuba Ryba
- 20. září 2019 – učitel smíchu Petr Fridrich, zpěvák Václav Noid Bárta, parkurový jezdec Aleš Opatrný
- 27. září 2019 – primátor Prahy Zdeněk Hřib, herec Miroslav Etzler, závodnice na čtyřkolce Olga Ollie Roučková
- 4. října 2019 – šermíř Alexander Choupenitch, herec Jiří Černý, zpěvačka Helena Vondráčková
- 11. října 2019 – jazykovědec Karel Oliva, herec Jan Meduna, herečka Pavlína Filipovská
- 18. října 2019 – přednosta Kliniky transplantační chirurgie Doc. MUDr. Jiří Froněk, herečka Denisa Nesvačilová, baseballista Martin Červenka
- 25. října 2019 – zpěvačka Monika Absolonová, televizní moderátorka Daniela Písařovicová, herečka Jitka Sedláčková
- 1. listopadu 2019 – manažer biologické ochrany letiště Ivan Ekrt, herečka Jana Synková, hudebník Karel Kahovec
- 8. listopadu 2019 – mentor Mark Dzirasa, herec Zdeněk Žák, zpěvačka Nikola Mucha
- 15. listopadu 2019 – klavírní virtuos Tomáš Kačo, režisér Viktor Tauš, herečka Dominika Býmová
- 22. listopadu 2019 – etnograf a cestovatel Mnislav Zelený, herec David Novotný, fotbalista Zdeněk Ondrášek
- 29. listopadu 2019 – herec „Lukáš“ Duy Anh Tran, herečka Tereza Brodská, házenkář Leoš Petrovský
- 6. prosince 2019 – kouč pro osobní rozvoj Pavel Moric, herečka Klára Melíšková, frontman skupiny Mňága a Žďorp Petr Fiala
- 13. prosince 2019 – farářka Československé církve husitské Martina Viktorie Kopecká, herec Milan Kňažko, zpěvák Dan Bárta
- 31. prosince 2019 – herec a režisér Milan Šteindler, spisovatel a režisér Patrik Hartl, zpěvačka kapely Mydy Rabycad Žofie Dařbujánová
- 10. ledna 2020 – 600. díl výběr Karel Gott (2006–2018) – Karel Šíp – 10. výročí Všechnopárty – Petr Urban, Jan Vyčítal a Štěpán Mareš – Silvestrovští hosté
- 17. ledna 2020 – mentální kouč, trenér Marian Jelínek, nakladatel, spisovatel, herec Ivo Šmoldas, zpěvačka Věra Martinová
- 24. ledna 2020 – režisérka Tereza Kopáčová, herec David Prachař, zpěvák Pavel Callta
- 31. ledna 2020 – cestovatel Slávek Král, herec a zpěvák Adam Mišík, florbalistka Eliška Krupnová
- 7. února 2020 – tanečník a choreograf Jiří Bubeníček, herec Vasil Fridrich, plavkyně Barbora Seemanová
- 14. února 2020 – házenkář Filip Jícha, herec Roman Luknár, herec a zpěvák Jan Kopečný
- 21. února 2020 – iluzionista Robert Fox, herec Václav Vydra, sportovní gymnasta Daniel Radovesnický
- 28. února 2020 – houslista Josef Špaček, zpěvák Ondřej Hejma, sopranistka Lada Bočková
- 6. března 2020 – kaskadér Ladislav Lahoda, herec Josef Polášek, zpěvačka Ewa Farna
- 13. března 2020 – veslař Ondřej Synek, hudební skladatel, textař a zpěvák Lou Fanánek Hagen, herečka Anna Mercedes Čtvrtníčková
- 20. března 2020 – operní pěvec Štefan Margita, herec a zpěvák Jakub Prachař, fyzioterapeutka Iva Bílková
- 27. března 2020 – scenárista, spisovatel, dramaturg a režisér Marek Epstein, herec, hudebník, písničkář Jan Jiráň, básník, spisovatel, textař a zpěvák Jan Haubert

### Šestnáctá řada (2020)
| č. | datum             | 1. host                 | 1. host              | 2. host       | 2. host          | 3. host                 | 3. host              |
|    |                   | profese                 | jméno                | profese       | jméno            | profese                 | jméno                |
| -- | ----------------- | ----------------------- | -------------------- | ------------- | ---------------- | ----------------------- | -------------------- |
|    | 4. září 2020      | zubní lékař a moderátor | Roman Šmucler        | herečka       | Martina Babišová | scenárista              | Jiří Procházka       |
|    | 11. září 2020     | zpěvák a skladatel      | Miro Žbirka          | herec a daběr | Filip Švarc      | snowboardistka,         | Eva Samková          |
|    | 18. září 2020     | horolezec               | Marek Holeček        | herec         | Marek Taclík     | zpěvačka                | Klára Vytisková      |
|    | 25. září 2020     | herec                   | Václav Neužil        | biatlonistka  | Markéta Davidová | zpěvák, skladatel       | Jiří Helekal         |
|    | 2. října 2020     | statistik a ekonom      | Richard Hindls       | herec, zpěvák | Jiří Macháček    | zpěvák a skladatel      | Marek Ztracený       |
|    | 9. října 2020     | cestovatelka            | Dominika Gawliczková | herec         | Štěpán Kozub     | zpěvák, textař, bubeník | František Ringo Čech |
|    | 16. října 2020    | plážový volejbalista    | Ondřej Perušič       | herec         | Karel Zima       | zpěvák a kytarista      | Petr Harazin         |
|    | 31. prosince 2020 | sestřihaný díl          | herci                | Jan Jiráň     | Miroslav Donutil | Ivo Šmoldas             | Miroslav Hanuš       |

### Sedmnáctá řada (2021–2022)
| č | datum              | 1. host                 | 1. host                    | 2. host              | 2. host                | 3. host             | 3. host                        |
|   |                    | profese                 | jméno                      | profese              | jméno                  | profese             | jméno                          |
| - | ------------------ | ----------------------- | -------------------------- | -------------------- | ---------------------- | ------------------- | ------------------------------ |
|   | 03. září 2021      | vodní slalomář          | Jiří Prskavec              | herec, tanečník      | Richard Genzer         | biochemik           | Zdeněk Hostomský               |
|   | 10. září 2021      | advokát, kytarista      | Ivo Jahelka                | herečka              | Bára Hrzánová          | vodní pólista       | Martin Faměra                  |
|   | 17. září 2021      | spisovatel              | Dominik Landsman           | herečka              | Magdaléna Borová       | zpěvák              | Pavel Sedláček                 |
|   | 24. září 2021      | zpěvák                  | Viktor Sodoma              | herec                | Pavel Šimčík           | režisérka a herečka | Karin Krajčo Babinská          |
|   | 1. října 2021      | zpěvák                  | Miroslav Paleček           | herec                | Albert Čuba            | herečka,            | Olga Lounová                   |
|   | 8. října 2021      | rapper a bubeník        | Otakar Petřina alias Marpo | herec                | Martin Hofmann         |                     | Petr Majer                     |
|   | 15. října 2021     | herec                   | Marián Labuda ml.          | herec                | Matěj Dadák            | hudebník            | Marcel Woodman Lesník          |
|   | 22. října 2021     | herečka, zpěvačka       | Barbora Šampalíková        | herec                | Albert Černý           | hudebník            | Michael Viktořík               |
|   | 29. října 2021     | herec                   | Bohumil Klepl              | herec, moderátor     | Aleš Háma              | herečka             | Antonie Formanová              |
|   | 5. listopadu 2021  | zpěvák, kytarista       | Josef Bolan                | herečka              | Eva Leinweberová       | herec               | Tomáš Klus                     |
|   | 12. listopadu 2021 | herec                   | Martin Zounar              | herečka              | Marta Dancingerová     | kajakář             | Josef Dostál (kajakář)         |
|   | 19. listopadu 2021 | generál                 | Petr Pavel                 | zpěvačka             | Lucie Bílá             | lední hokejista     | Jakub Flek                     |
|   | 26. listopadu 2021 | spisovatel              | Patrik Hartl               | volejbalista         | Jan Hadrava            | dětská herečka      | Valentýna Bečková              |
|   | 3. prosince 2021   | herec                   | Petr Brukner               | herečka              | Klára Issová           | herec               | Robin Ferro                    |
|   | 10. prosince 2021  | módní návrhář           | Osmany Laffita             | herec                | Jan Čenský             | herec, zpěvák       | Richard Krajčo                 |
|   | 17. prosince 2021  | herečka, zpěvačka       | Monika Absolonová          | herec                | Vojtěch Dyk            | tenistka            | Tereza Martincová              |
|   | 31. prosince 2021  | herečka                 | Sandra Pogodová            | herec                | Miroslav Donutil       | herec, bavič, komik | Josef Alois Náhlovský          |
|   | 7. ledna 2022      | operní zpěvák           | Štefan Margita             | herec                | Roman Vojtek           | herečka             | Barbora Černá                  |
|   | 14. ledna 2022     |                         | Karel Sedláček             | herec                | Marek Adamczyk         | herečka             | Bára Kodetová                  |
|   | 21. ledna 2022     | herec                   | Hynek Čermák               | herečka              | Anna Fialová           | písničkář           | Pokáč                          |
|   | 28. ledna 2022     | zpěvák, hudebník        | Michael Kocáb              | herec                | Petr Kostka            | herec               | Filip Antonio                  |
|   | 11. února 2022     | herec                   | Vojtěch Kotek              | herečka              | Kateřina Marie Fialová | hudebník,           | Štěpán Hebík alias 7krát3      |
|   | 18. února 2022     | houslista               | Pavel Šporcl               | herec                | Jiří Štrébl            | zpěvačka            | Aneta Langerová                |
|   | 25. února 2022     | hudební skladatel       | Ondřej Soukup              | herec, zpěvák        | Jan Nedbal             | zpěvačka, textařka  | Tereza Balonová                |
|   | 4. března 2022     |                         | Miroslav Kemel             | herečka, moderátorka | Dana Morávková         | fotbalista          | Christian Frýdek               |
|   | 11. března 2022    | herec                   | Kryštof Bartoš             | zpěvák               | Kamil Střihavka        | herečka             | Kamila Janovičová              |
|   | 18. března 2022    | překladatel, publicista | Ivo Šmoldas                | herec                | Martin Donutil         | běžkyně na lyžích   | Eva Vrabcová Nývltová          |
|   | 25. března 2022    |                         | Marek Ždánský              | herečka              | Jana Švandová          |                     | Vojtěch Záveský alias Vojtaano |
|   | 1. dubna 2022      | malíř                   | Michael Rittstein          | herec                | David Suchařípa        | zpěvačka            | Elis Mraz                      |
|   | 8. dubna 2022      | herečka, dabérka        | Lucie Vondráčková          | herec                | Igor Orozovič          | hudebník            | Tomáš Linka                    |
|   | 15. dubna 2022     | zpěvák                  | Mirai Navrátil             | krasobruslař         | Tomáš Verner           | herečka             | Pavla Gajdošíková              |
|   | 22. dubna 2022     | houslista               | Jaroslav Svěcený           | herec                | Jiří Maryško           |                     | Václav Bláha                   |
|   | 29. dubna 2022     |                         | Jakub Zemek                | herečka              | Chantal Poullain       | lední hokejista     | Václav Varaďa                  |
|   | 6. května 2022     | herec                   | Jan Cina                   | herec                | Antonín Procházka      |                     | Tereza Bledá                   |
|   | 13. května 2022    | fotograf                | Robert Vano                |                      | Jan Jankovský          | herečka             | Vlasta Žehrová                 |
|   | 20. května 2022    | lékař, psychiatr        | Karel Nešpor               | bavič, muzikant      | Jiří Krhut             | biatlonistka        | Tereza Voborníková             |
|   | 27. května 2022    | duchovní                | Zbigniew Czendlik          | operní pěvkyně       | Eva Urbanová           | zpěvák              | Dušan Kollár                   |
|   | 3. června 2022     | herec                   | Miroslav Hanuš             | herec                | Dalibor Gondík         | sjezdová lyžařka    | Martina Dubovská               |
|   | 10. června 2022    | herečka                 | Alena Antalová             | herec, dabér         | Lukáš Hlavica          |                     | Jindra Polák                   |

### Osmnáctá řada (2022–2023)
| č | datum              | 1. host            | 1. host              | 2. host            | 2. host          | 3. host             | 3. host                  |
|   |                    | profese            | jméno                | profese            | jméno            | profese             | jméno                    |
| - | ------------------ | ------------------ | -------------------- | ------------------ | ---------------- | ------------------- | ------------------------ |
|   | 2. září 2022       | spisovatelka       | Halina Pawlowská     | režisér            | Petr Jákl        | fotbalista          | David Limberský          |
|   | 9. září 2022       | nederlandiska      | Adéla Elbel          | herec              | Pavel Řezníček   | zpěvák, textař      | Márdi                    |
|   | 16. září 2022      | ilustrátorka       | Emma Srncová         | herec              | Marek Vašut      | hokejový brankář    | Pavel Francouz           |
|   | 23. září 2022      | bojovník           | Jiří Procházka       | herec, režisér     | Ondřej Sokol     | lední hokejistka    | Denisa Křížová           |
|   | 30. září 2022      | kuchař, moderátor  | Zdeněk Pohlreich     | herečka            | Jana Plodková    | zpěvačka,           | Radůza                   |
|   | 7. října 2022      | herec              | Radek Holub          | herec              | Lukáš Příkazký   | rychlostní kanoista | Martin Fuksa             |
|   | 14. října 2022     | herečka            | Berenika Kohoutová   | herec, moderátor   | Vladimír Polák   | vodní slalomář      | Vít Přindiš              |
|   | 21. října 2022     | herečka            | Eliška Balzerová     | žokej              | Josef Bartoš     | zpěvák              | Thom Artway              |
|   | 4. listopadu 2022  | imitátor a bavič   | Petr Jablonský       | herečka            | Pavla Dostálová  | zpěvák              | Vilém Čok                |
|   | 25. listopadu 2022 | fotbalový brankář  | Tomáš Vaclík         | herec              | Kryštof Hádek    | dabér a herec       | Pavel Rímský             |
|   | 2. prosince 2022   | zpěvák, hudebník   | Matěj Ruppert        | herec              | Vladimír Polívka | cyklista            | Jan Hirt                 |
|   | 9. prosince 2022   | herec              | Leoš Noha            | herec              | Pavel Nečas      | běžkyně             | Kristiina Mäki           |
|   | 16. prosince 2022  | umělec             | František Ringo Čech | fotbalista         | Ladislav Vízek   | herečka             | Leona Skleničková        |
|   | 31. prosince 2022  | herec,textař       | Václav Kopta         | moderátorka        | Zuzana Bubílková | písničkář           | Pokáč                    |
|   | 6. ledna 2023      | herec a režisér    | Jiří Mádl            | zpěvák             | Petr Kolář       | herečka             | Šárka Vaculíková         |
|   | 13. ledna 2023     | judista            | Adam Kopecký         | spisovatel         | Jaroslav Pížl    | herec a režisér     | Vladimír Škultéty        |
|   | 20. ledna 2023     | moderátorka        | Jolka Krásná         | herec, režisér     | Jakub Kohák      | televizní herec     | Filip František Červenka |
|   | 27. ledna 2023     | herečka, dabérka   | Taťjana Medvecká     | zpěvák             | Daniel Hůlka     | klavírista          | Matyáš Novák             |
|   | 3. února 2023      | zpěvák a skladatel | Vlasta Redl          | herečka            | Tereza Ramba     | skladatel,          | Xindl X                  |
|   | 10. února 2023     | herec              | Josef Dvořák         | zpěvák             | David Deyl       | florbalista         | Filip Forman             |
|   | 17. února 2023     | herec, dramatik    | Arnošt Goldflam      | herečka a zpěvačka | Petra Černocká   | tanečník            | Matyáš Ramba             |
|   | 24. února 2023     | herec              | Pavel Nový           | zpěvačka, herečka  | Eva Burešová     | jezdec rallye       | Martin Macík             |
|   | 3. března 2023     | herečka            | Naďa Konvalinková    | herec              | Michal Kern      | lékař, hudebník     | Imran Musa Zangi         |
|   | 10. března 2023    | herec              | Zdeněk Godla         | herec              | Michal Nesvadba  | herečka             | Betka Stanková           |
|   | 17. března 2023    | herečka            | Simona Babčáková     | herec              | Martin Sitta     | zpěvák              | František Černý          |
|   | 24. března 2023    | herec              | David Novotný        | zpěvačka           | Yvetta Simonová  | hokejista           | Petr Klíma               |
|   | 31. března 2023    | herec              | Pavel Kikinčuk       | dirigent           | Jiří Rožeň       | scěnáristka         | Lucie Macháčková         |
|   | 7. dubna 2023      | stolní tenista     | Milan Orlowski       | zpěvák             | Jakub Smolík     | krasobruslař        | Filip Březina            |
|   | 14. dubna 2023     | herec a dabér      | Jiří Štěpnička       | zpěvačka           | Martina Pártlová | herec               | Jan Kříž                 |
|   | 21. dubna 2023     | herec              | Michal Isteník       | zpěvačka           | Heidi Janků      | šermíř              | Alexander Choupenitch    |
|   | 28. dubna 2023     | módní návrhářka    | Blanka Matragi       | herec              | Petr Vacek       | zpěvák, hudebník    | Richard Tesařík (zpěvák) |
|   | 29. dubna 2023     | herečka            | Jiřina Bohdalová     | moderátor, herec   | Marek Eben       | nakladatel          | Ivo Šmoldas              |
|   | 5. května 2023     | moderátor          | Daniel Stach         | herečka            | Klára Melíšková  | bojovník MMA        | Patrik Kincl             |
|   | 12. května 2023    | herec              | Miroslav Etzler      | herečka            | Ivana Uhlířová   | zpěvák              | Michal Hrůza             |
|   | 19. května 2023    | kardiolog          | Jan Pirk             | herečka            | Jitka Sedláčková | herec               | Jan Révai                |
|   | 26. května 2023    | herec              | Marek Lambora        | rocker             | Dan Horyna       | krasobruslařka      | Natálie Taschlerová      |
|   | 2. června 2023     | farářka            | Martina V. Kopecká   | herec              | Jan Jiráň        | jetsurfař           | Matyáš Kulich            |
|   | 9. června 2023     | rocková legenda    | Petr Janda           | herečka            | Nela Boudová     | horolezec           | Adam Ondra               |
|   | 16. června 2023    | návrhář            | Osmany Laffita       | herec              | Adam Vacula      | zpěvačka            | Jitka Boho               |
|   | 23. června 2023    | hlasatelka         | Marie Tomsová        | herec              | Csongor Kassai   | fotbalista          | Jan Koller               |
|   | 30. června 2023    | herec              | Štěpán Kozub         | herečka            | Aneta Krejčíková | fotbalista          | Tomáš Petrášek           |

### Devatenáctá řada (2023–2024)
| č | datum              | 1. host              | 1. host                | 2. host                  | 2. host              | 3. host            | 3. host                  |
|   | pátek večer        | profese              | jméno                  | profese                  | jméno                | profese            | jméno                    |
| - | ------------------ | -------------------- | ---------------------- | ------------------------ | -------------------- | ------------------ | ------------------------ |
|   | 8. září 2023       | herec, bavič         | Igor Chmela            | zpěvačka                 | Tereza Mašková       | biatlonista        | Michal Krčmář            |
|   | 15. září 2023      | herec                | Jan Vlasák (herec)     | herečka                  | Andrea Mohylová      | zpěvák             | Jožka Šmukař             |
|   | 22. září 2023      | herec, bavič         | Jiří Krampol           | herečka                  | Petra Nesvačilová    | curler             | Lukáš Klíma              |
|   | 29. září 2023      | zpěvák               | Marek Ztracený         | herec                    | Jacob Erftemeijer    | cyklistka          | Iveta Miculyčová         |
|   | 6. října 2023      | zpěvák, hudebník     | Michal Prokop          | herečka                  | Mahulena Bočanová    | kaskadér, judista  | Petr Jákl st.            |
|   | 13. října 2023     | herec                | Jakub Štáfek           | tenistka                 | Barbora Strýcová     | zpěvák             | Jakub Děkan              |
|   | 20. října 2023     | zpěvák               | Lou Fanánek Hagen      | herec                    | Adam Ernest          | tanečnice          | Veronika Lálová          |
|   | 27. října 2023     | zpěvák               | Igor Timko             | herečka                  | Sabina Laurinová     | politik            | Tomáš Petříček           |
|   | 3. listopadu 2023  | zpěvačka             | Martha Elefteriadu     | herec                    | Marek Němec          | herec              | Marek Minařík            |
|   | 10. listopadu 2023 | písničkář            | Jaromír Nohavica       | herečka                  | Eliška Křenková      | oštěpař            | Jakub Vadlejch           |
|   | 17. listopadu 2023 | historik             | Jiří Martínek          | herec                    | Filip Rajmont        | zpěvák             | Michael Kluch            |
|   | 24. listopadu 2023 | herec                | Michal Dlouhý          | herečka                  | Erika Stárková       | zpěvák             | Pavel Callta             |
|   | 1. prosince 2023   | spisovatel, režisér  | Patrik Hartl           | herec                    | David Matásek        | basketbalistka     | Veronika Šípová          |
|   | 15. prosince 2023  | herec                | Milan Kňažko           | zpěvačka                 | Tereza Černochová    | tanečník           | Marek Mensa              |
|   | 12. ledna 2024     | herec                | Saša Rašilov           | herečka                  | Lucie Polišenská     |                    | Ervín Krajčovič          |
|   | 19. ledna 2024     | Zpěvák               | Dan Bárta              | herec                    | Josef Carda          | boxer              | Rostislav Osička         |
|   | 26. ledna 2024     | plážový volejbalista | Ondřej Perušič         | herec                    | Ondřej Rychlý        | skladatel          | František Soukup         |
|   | 2. února 2024      | herec                | Karel Zima             | zpěvačka                 | Kateřina Marie Tichá | lukostřelkyně      | Marie Horáčková          |
|   | 9. února 2024      | pilot rallye         | Martin Macík           | herec                    | Martin Pechlát       | muzikálový zpěvák  | Tomáš Trapl              |
|   | 16. února 2024     | herečka              | Veronika Khek Kubařová | frontman kapely Chinaski | Michal Malátný       | fotbalista         | Vasil Kušej              |
|   | 23. února 2024     | herec                | Vladimír Javorský      | herečka a zpěvačka       | Barbora Poláková     | freestylista       | Petr Pilát               |
|   | 1. března 2024     | herečka              | Darja Pavlovičová      | zpěvák a hudebník        | Jan Toužimský        | plavec             | Miroslav Knedla          |
|   | 8. března 2024     | bývalá biatlonistka  | Gabriela Soukalová     | frontman Rybičky 48      | Kuba Ryba            | herečka            | Markéta Matulová         |
|   | 15. března 2024    | zpěvák               | Václav Noid Bárta      | herec                    | Jan Kolařík          | badmintonista      | Jan Louda                |
|   | 22. března 2024    | judista              | Lukáš Krpálek          | herec                    | Jan Nedbal           | herečka            | Barbora Mottlová         |
|   | 29. března 2024    | herečka              | Jitka Schneiderová     | herec                    | Oskar Hes            | hudebník           | Miroslav Císler          |
|   | 5. dubna 2024      | houslista            | Jiří Vodička           | herec                    | Miroslav Šimůnek     | atletka            | Lada Vondrová            |
|   | 12. dubna 2024     | herec                | Robert Jašków          | herec                    | Radúz Mácha          | zpěvák             | Adam Mišík               |
|   | 19. dubna 2024     | herečka              | Sarah Haváčová         | herec                    | Martin Hofmann       | písničkář          | Michal Horák (písničkář) |
|   | 26. dubna 2024     | kuchař a herec       | Ivan Vodochodský       | herec                    | Ladislav Hampl       | zpěvačka           | Elizabeth Kopecká        |
|   | 3. května 2024     | zpěvák               | Michal David           | herec                    | Jan Plouhar          | basketbalista      | Jaromír Bohačík          |
|   | 10. května 2024    | herečka              | Simona Peková          | zpěvák                   | Ben Cristovao        | vědec              | Tomáš Mikolov            |
|   | 24. května 2024    | herec                | Pavel Zedníček         | šermíř                   | Martin Rubeš         | zpěvák             | Milan Peroutka (1990)    |
|   | 31. května 2024    | herec                | Bolek Polívka          | frontman Wohnout         | Matěj Homola         | rychlostní lyžař   | Radim Palán              |
|   | 7. června 2024     | herečka              | Hana Vagnerová         | pilotka                  | Karolína Suková      | boxer              | Vasil Ducár              |
|   | 14. června 2024    | herec                | Petr Vondráček         | frontman Škwor           | Petr Hrdlička        | herečka            | Yvona Stolařová          |
|   | 21. června 2024    | zpěvačka             | Lucie Bílá             | písničkář Pekař          | Petr Toms            | hokejistka         | Michaela Pejzlová        |
|   | 28. června 2024    | herec, moderátor     | Jan Čenský             | herečka                  | Alena Mihulová       | hokejista          | Martin Růžička           |
|   | 5. července 2024   | herec                | Jan Vondráček          | herec                    | Daniel Krejčík       | popularizátor vědy | Vladimír Kořen           |

### Dvacátá řada (2024–2025)
| č | datum              | 1. host                  | 1. host              | 2. host              | 2. host               | 3. host                                     | 3. host               |
|   | pátek večer ČT1    | profese                  | jméno                | profese              | jméno                 | profese                                     | jméno                 |
| - | ------------------ | ------------------------ | -------------------- | -------------------- | --------------------- | ------------------------------------------- | --------------------- |
|   | 4. října 2024      | moderátor                | Libor Bouček         | herečka              | Anežka Rusevová       | herec                                       | Matyáš Řezníček       |
|   | 11. října 2024     | zpěvák, textař           | Dalibor Janda        | herečka              | Kateřina Winterová    | mašérka                                     | Jana Henychová        |
|   | 18. října 2024     | fotbalový internacionál  | Ladislav Vízek       | zpěvačka             | Leona Machálková      | herec                                       | Zdeněk Denny Ratajský |
|   | 25. října 2024     | herec                    | Petr Lněnička        | herec                | Mário Kubec           | popularizátor kosmonautiky                  | Jan Spratek           |
|   | 1. listopadu 2024  | zpěvačka a herečka       | Helena Vondráčková   | herec                | Jiří Vyorálek         | herečka                                     | Ema Klangová Businská |
|   | 8. listopadu 2024  | saxofonista, hudebník    | Felix Slováček       | herečka              | Zuzana Kronerová      | herec                                       | Denis Šafařík         |
|   | 15. listopadu 2024 | fotbalová legenda        | Antonín Panenka      | šermíř               | Jakub Jurka           | herečka                                     | Jasmína Houf          |
|   | 22. listopadu 2024 | moderátor                | Aleš Cibulka         | herec                | Petr Uhlík            | herec                                       | Tomáš Weber           |
|   | 29. listopadu 2024 | režisér                  | Jan Svěrák           | herečka              | Zuzana Zlatohlávková  | vzpěrač                                     | Jiří Orság            |
|   | 6. prosince 2024   | herec                    | Václav Neužil        | tenorista, otužilec  | Richard Haan          | astronom                                    | Martin Gembec         |
|   | 13. prosince 2024  | tenistka                 | Barbora Krejčíková   | zpěvák               | Petr Lexa             | herečka                                     | Ivana Korolová        |
|   | 31. prosince 2024  | herec, bavič             | Miroslav Donutil     | módní návrhář        | Osmany Laffita        | písničkář                                   | Pokáč                 |
|   | 17. ledna 2025     | herec                    | Hynek Čermák         | herec                | Josef Trojan          | mistr světa v cyklokrosu, silniční cyklista | Zdeněk Štybar         |
|   | 24. ledna 2025     | herec, tanečník, bavič   | Richard Genzer       | herečka              | Patricie Pagáčová     | zpěvák                                      | Kristián Šebek        |
|   | 31. ledna 2025     | kajakář                  | Josef Dostál         | herec                | Martin Písařík        | baskytarista                                | Mardoša               |
|   | 7. února 2025      | zpěvák                   | Mirai Navrátil       | herec                | Jiří Maryško          | herečka                                     | Simona Lewandowska    |
|   | 14. února 2025     | herec                    | Václav Kopta         | kytarista            | Jiří Urban mladší     | moderní pětibojař                           | Jan Bártů             |
|   | 21. února 2025     | herec                    | Vojtěch Vodochodský  | herec, zpěvák        | Tomáš Savka           | maratonkyně, běžkyně                        | Moira Stewartová      |
|   | 7. března 2025     | hlasatel, moderátor      | Jan Rosák            | herec                | Mark Kristián Hochman | bojovník MMA                                | Jiří Procházka        |
|   | 14. března 2025    | herec                    | Pavel Liška          | fotograf             | Robert Vano           | plavec                                      | Ondřej Gemov          |
|   | 21. března 2025    | operní pěvěc             | Adam Plachetka       | herec                | Jan Krafka            | herečka                                     | Denisa Nesvačilová    |
|   | 28. března 2025    | cestovatel               | Václav Sůra          | herec                | Václav Svoboda        | herečka                                     | Elizaveta Maximová    |
|   | 4. dubna 2025      | herec                    | Roman Zach           | scenárista           | Petr Kolečko          | herečka                                     | Alena Doláková        |
|   | 11. dubna 2025     | zpěvák, skladatel        | Janek Ledecký        | herec                | Zdeněk Žák            | atletka, běžkyně                            | Nikoleta Jíchová      |
|   | 18. dubna 2025     | kardiolog                | Petr Neužil          | herec                | Radek Holub           | zpěvačka                                    | Karolina Neuvirthová  |
|   | 25. dubna 2025     | herec                    | Martin Myšička       | herec, režisér       | Milan Šteindler       | skeletonistka                               | Anna Fernstädtová     |
|   | 2. května 2025     | fotbalista               | Pavel Kuka           | herec                | Robert Mikluš         | zpěvačka                                    | Rozálie Havelková     |
|   | 16. května 2025    | hokejový obránce         | Radko Gudas          | herec                | Jan Cina              | zpěvačka                                    | Linda Finková         |
|   | 23. května 2025    | hudebník, malíř          | František Ringo Čech | herec                | Maxmilián Kocek       | surfařka, trenérka, designérka              | Jana Kašová           |
|   | 30. května 2025    | kytarista, hudebník      | Petr Janda           | herec                | Tomáš Jeřábek         | herečka                                     | Anna Fialová          |
|   | 6. června 2025     | režisér                  | Jiří Havelka         | herec                | Ondřej Brousek        | kanoista                                    | Martin Fuksa          |
|   | 13. června         | tanečník                 | Jiří Bubeníček       | moderátor            | Václav Moravec        | herec                                       | Kryštof Švehlík       |
|   | 20. června         | herec                    | Ondřej Sokol         | moderátor a hlasatel | Alexander Hemala      | atletka                                     | Amálie Švábíková      |
|   | 27. června         | snowboardistka a lyžařka | Ester Ledecká        | herec                | Jan Jiráň             | herec                                       | Zdeněk Piškula        |